# Versioni di Ubuntu
Questa pagina contiene la lista delle versioni di Ubuntu, una distribuzione Linux creata nel 2004 da Mark Shuttleworth e basata su un fork di Debian. Una nuova versione di Ubuntu viene pubblicata ogni sei mesi (fino ad ora l'unica eccezione è stata Ubuntu 6.06 che venne pubblicata con 2 mesi di ritardo).
Ogni versione pubblicata ha un nome ufficiale più un nome in codice durante lo sviluppo. Il nome ufficiale è del tipo Ubuntu X.YY, dove X è l'anno di pubblicazione e YY il mese (ad esempio 8.04 per aprile 2008). Il nome in codice durante lo sviluppo descrive le caratteristiche e il carattere che tale versione dovrà rispecchiare. Il nome in codice è del tipo aggettivo animale, con le stesse lettere iniziali in ordine alfabetico crescente. Questa convenzione è maturata solo dopo le prime due versioni.
Ogni versione ha un supporto ufficiale da parte di Canonical di 9 mesi con patch di sicurezza e aggiornamenti, ad eccezione delle versioni LTS (Long Term Support ossia supporto a lungo termine) che hanno un periodo di supporto esteso. Precedentemente alla pubblicazione della versione 13.10 il periodo di supporto era di 18 mesi.
Una versione LTS riceve un lavoro supplementare di stabilizzazione, raffinamento e traduzione. Queste versioni hanno un periodo di supporto di 5 anni sia per i desktop che per i server (precedentemente alla pubblicazione di 12.04 LTS il supporto per la versione desktop era di soli 3 anni). L'aggiornamento viene supportato da una versione LTS alla successiva. È prevista la pubblicazione di una nuova versione LTS ogni due anni.
L'ultima versione rilasciata di Ubuntu è la 24.04, pubblicata ad aprile 2024.

## Cronologia

### Ubuntu 4.10 Warty Warthog (Facocero Verrucoso)

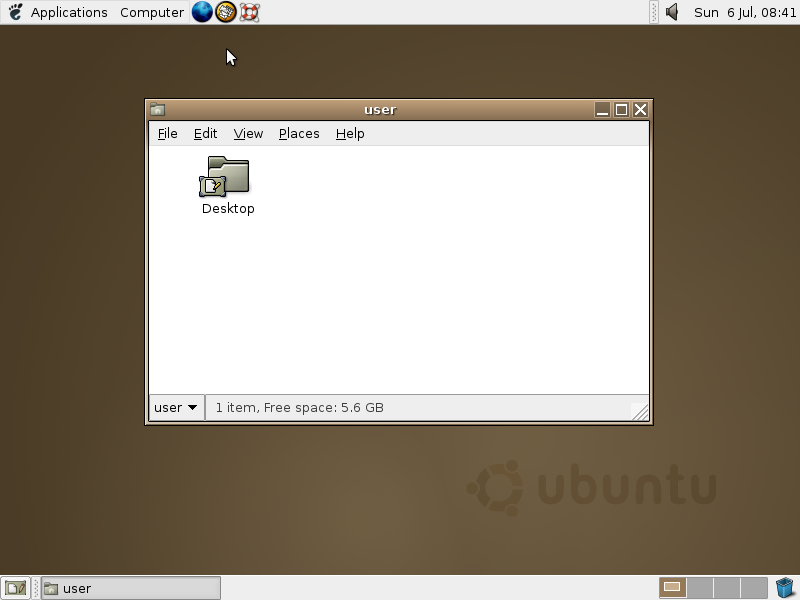
Ubuntu 4.10 (Warty Warthog).

Ubuntu 4.10, nome in codice Warty Warthog, è la prima pubblicazione di Ubuntu, pubblicato il 20 ottobre 2004 e supportato fino al 30 aprile 2006. Warty Warthog conteneva GNOME 2.8 ed era stato inaugurato il servizio Shipit, che permetteva di ordinare CD di Ubuntu senza alcun costo. Tale servizio venne sospeso nel 2011 con l'uscita di Natty Narwhal.

### Ubuntu 5.04 Hoary Hedgehog (Riccio Vulnerabile)

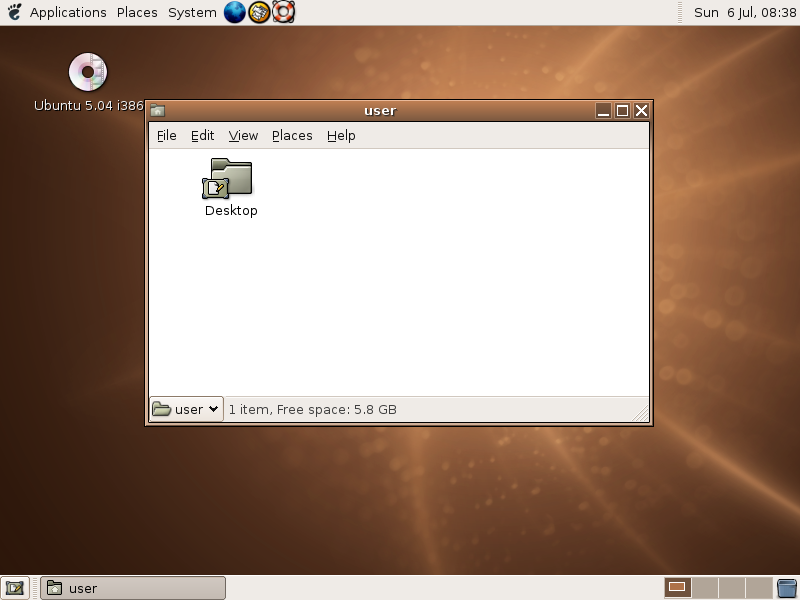
Ubuntu 5.04 (Hoary Hedgehog).

Ubuntu 5.04 Hoary Hedgehog, pubblicata l'8 aprile 2005, fu la seconda distribuzione di Ubuntu da parte di Canonical, il cui supporto terminò il 31 ottobre 2006.
Ubuntu 5.04 contiene nuove funzionalita come le notifiche per gli aggiornamenti, readahead e grepmap, il supporto alla sospensione, all'ibernazione e allo standby, dynamic frequency scaling per processori e l'inizio della stesura di un database per l'hardware compatibile.
A livello di programmi, GNOME è aggiornato alla versione 2.10, mentre vengono aggiunti nuovi programmi come Update Manager, Kickstart e del processo di autentificazione di APT.

### Ubuntu 5.10 Breezy Badger (Tasso Arioso)

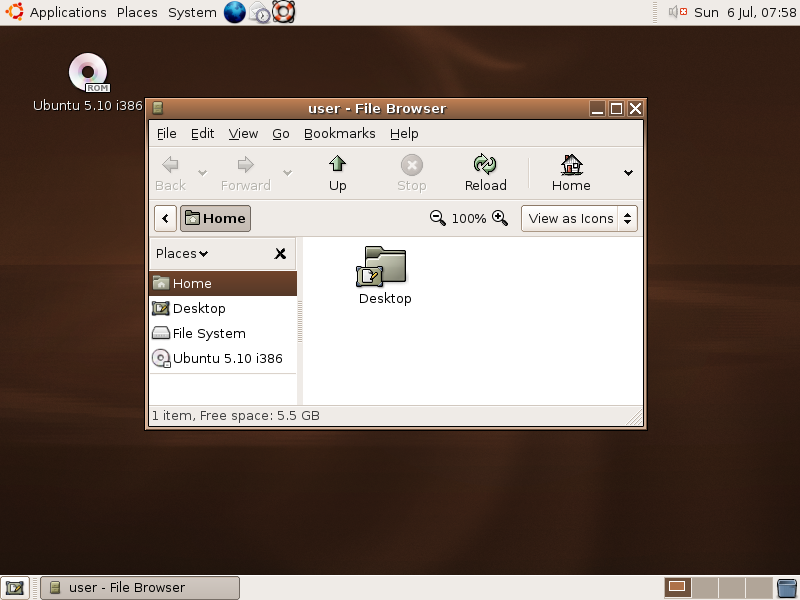
Ubuntu 5.10 (Breezy Badger).

Ubuntu 5.10 Breezy Badger, distribuito il 12 ottobre 2005, è stata la terza distribuzione di Ubuntu, supportata fino al 13 aprile 2007.
In questa edizione, sono state aggiunte nuove funzionalità come un selezionatore di lingue, supporto del gestore logico dei volumi, delle stampanti Hewlett-Packard e delle installazione OEM ed integrazione di Launchpad per la segnalazione di bug e per lo sviluppo di programmi e un nuovo logo di Ubuntu aggiunto nell'angolo in alto a sinistra.
A livello di software, GNOME viene aggiornato alla versione 2.12 e alcuni programmi vengono aggiunti, come usplash, per avere un boot loader grafico, alacarte, per modificare i menù e lo strumento "Aggiungi/Rimuovi..." per facilitare l'installazione dei programmi, che verrà poi sostituito in Karmic Koala con l'Ubuntu Software Center.

### Ubuntu 6.06 LTS Dapper Drake (Papero Signorile)

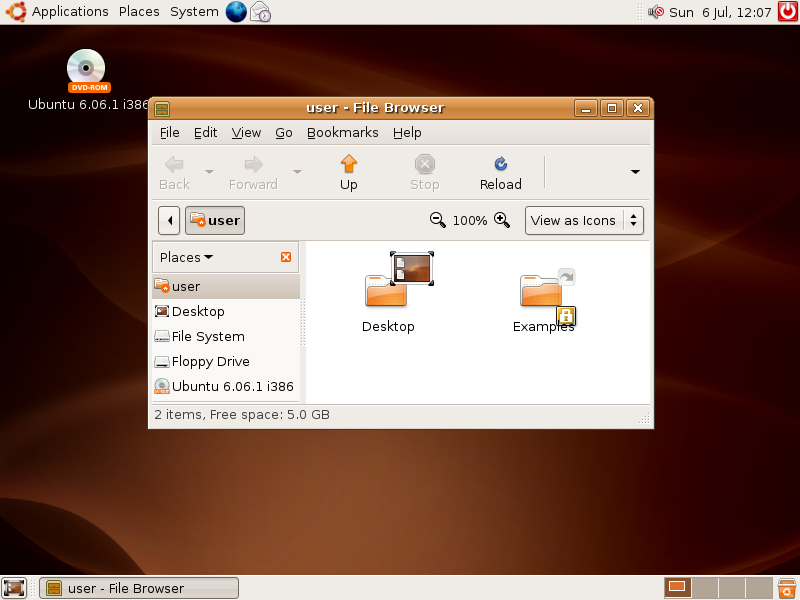
Ubuntu 6.06 (Dapper Drake).

Ubuntu 6.06 LTS Dapper Drake, distribuito il 1º giugno 2006, è la quarta distribuzione di Ubuntu e la prima versione LTS (Long Time Support), il cui supporto è durato fino al 14 giugno 2009 per i computer mentre per i server fino al 1 giugno 2011. Tale versione era prevista per aprile 2006; tuttavia, a causa di lavori da ultimare, Mark Shuttleworth ha deciso di procrastinarne l'uscita di due mesi.
Questa versione vide numerosi cambiamenti, a partire dall'unione del Live CD con il CD di installazione con l'aggiunta di Ubiquity, un installer grafico per il Live CD. In più, un gestore delle reti è stato aggiunto in cui, era possibile usare diverse reti, cablate o wireless ed il tema Humanlooks è stato implementato usando le linee guida di Tango Desktop Project, basate su Clearlooks, e sostituendo il marrone con l'arancione.
Dal punto di vista della grafica, questa versione presenta GNOME alla versione 2.14 e vede l'introduzione dell'installatore grafico Gdebi di pacchetti Debian e Usplash, aggiunto nella precedente versione, viene ora avviato sia all'accensione sia allo spegnimento del computer.

### Ubuntu 6.10 Edgy Eft (Tritone Tagliente)
- GNOME 2.16[10]

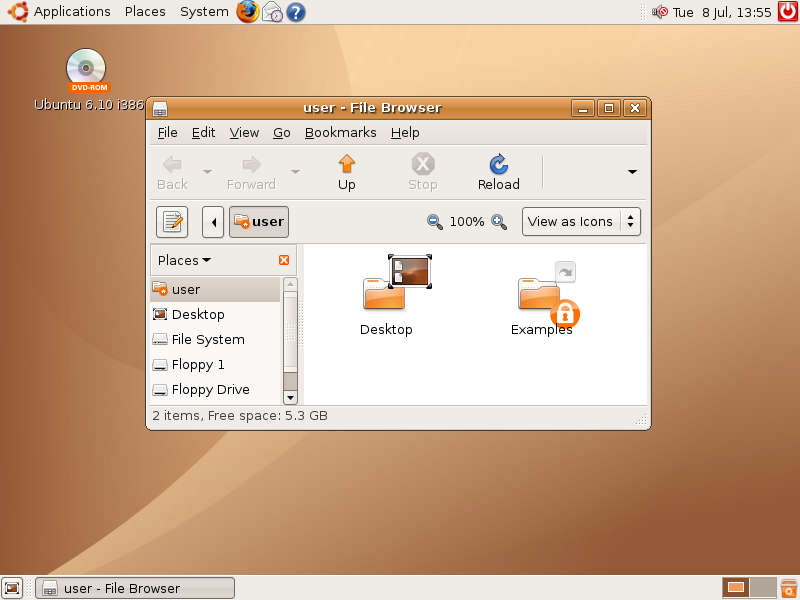
Ubuntu 6.10 (Edgy Eft).

- Il tema Human viene radicalmente modificato
- Inclusione del demone Upstart per l'avvio del sistema
- Incluso uno strumento di report dei crash (Apport)
- Incluse nuove applicazioni tra cui Tomboy (gestore per gli appunti) e F-Spot (gestore di album fotografici)
- EasyUbuntu si ricongiunge a Ubuntu con un merge sui pacchetti e funzionalità[29]

### Ubuntu 7.04 Feisty Fawn (Cerbiatto Esuberante)
- GNOME 2.18[10]

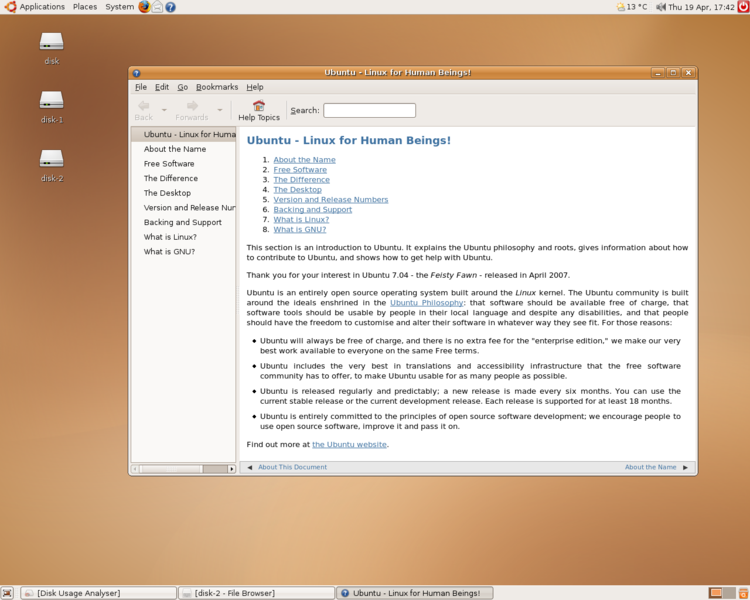
Ubuntu 7.04 (Feisty Fawn).

- Aggiunto un assistente alla migrazione da altri sistemi operativi nell'installer
- Supporto kernel alle macchine virtuali
- Installazione semplificata di codec e driver con licenze non libere
- Effetti desktop Compiz
- Supporto alla cifratura WPA delle reti Wi-Fi
- Cessato supporto per PowerPC
- Aggiunta dei giochi Sudoku e scacchi
- Aggiunto strumento di analisi dell'utilizzo del disco (Baobab)
- Aggiunta del Centro Controllo GNOME e di Zeroconf per molti dispositivi

### Ubuntu 7.10 Gutsy Gibbon (Gibbone Coraggioso)

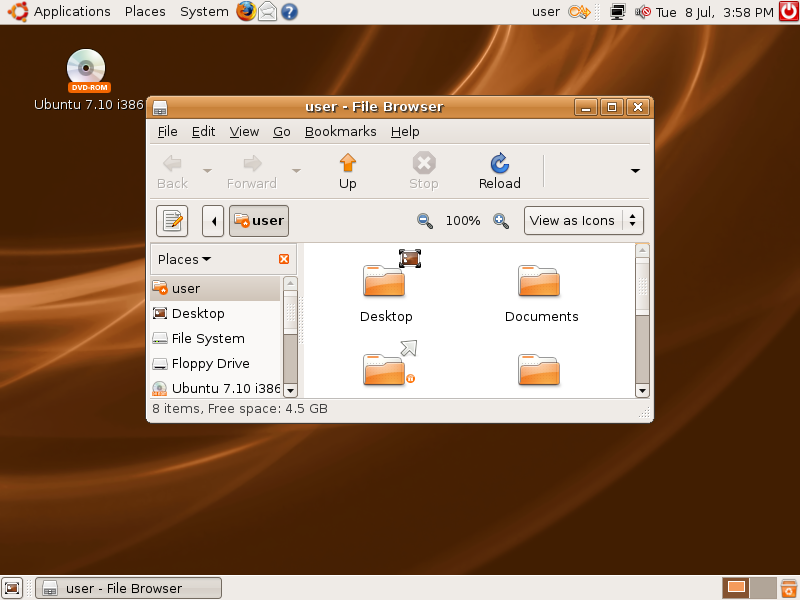
Ubuntu 7.10 (Gutsy Gibbon).

GNOME 2.20; Compiz attivato di default; framework AppArmor; ricerca rapida sul desktop; cambio veloce del profilo utente; alcuni plugin per Mozilla Firefox vengono gestiti da APT; strumento grafico per configurare X.Org; nuovo sistema di stampa PDF; pieno supporto NTFS attraverso NTFS-3G

### Ubuntu 8.04 LTS Hardy Heron (Airone Ardito)

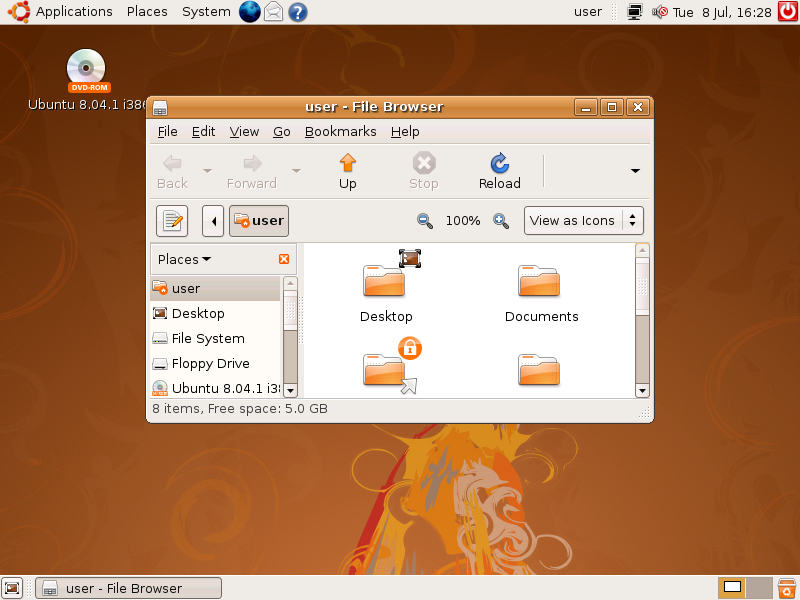
Ubuntu 8.04 (Hardy Heron).

GNOME 2.22; miglioramenti nel tema Tango; miglioramenti nell'usabilità di Compiz; integrazione degli strumenti di ricerca; miglioramenti su Brasero (masterizzazione); uso del client BitTorrent Transmission e del client VNC Vinagre; versione OpenOffice.org 2.4; utilizzo di PulseAudio

### Ubuntu 8.10 Intrepid Ibex (Stambecco Intrepido)

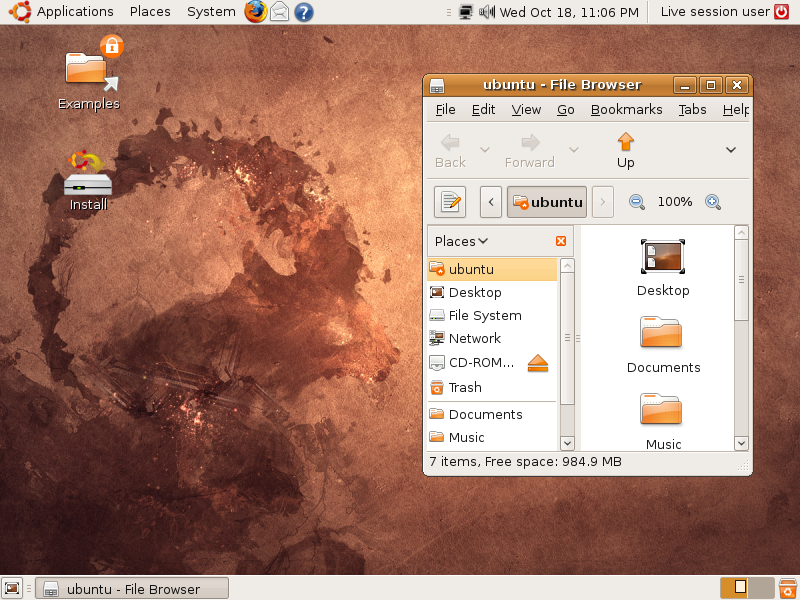
Ubuntu 8.10 (Intrepid Ibex). Lo sfondo di default ritrae uno Stambecco (Ibex), con le sue grandi corna ricurve.

Ubuntu 8.10 (Intrepid Ibex), distribuito il 30 ottobre 2008, è la nona distribuzione di Ubuntu, ed è stato supportato fino all'aprile 2010.
Per quanto riguarda la grafica, oltre al nuovo tema DarkRoom, GNOME è stata aggiornata alla versione 2.24, che aggiunge a Nautilus il supporto per le schede e l'icona per smontare i dispositivi, e al manager di archivi File Roller il supporto per i formati ALZ, RZIP, CAB, TAR, 7z. X.Org è avanzata alla versione 7.4, con migliore supporto per dispositivi hot swap (come tablet o tastiere).
La versione del kernel è la 2.6.27, e grazie all'introduzione di DKMS i driver del kernel possono essere automaticamente ricompilati quando il kernel viene aggiornato.
Grazie al NetworkManager 0.7 si sono avuti significativi miglioramenti riguardo alle connessioni di rete, dal momento che questa nuova versione può gestire connessioni 3G (GSM/CDMA), IP statici, PPP e PPPoE, con conseguente incremento della flessibilità di connessione. Samba è aggiornata alla versione 3.2, con supporto per network cifrati, IPv6 e miglioramento dell'integrazione con server e client che eseguono Microsoft Windows.
In questa distribuzione sono anche stati implementati significativi miglioramenti riguardo alla virtualizzazione.

### Ubuntu 9.04 Jaunty Jackalope (Lepre Cornuta Disinvolta)

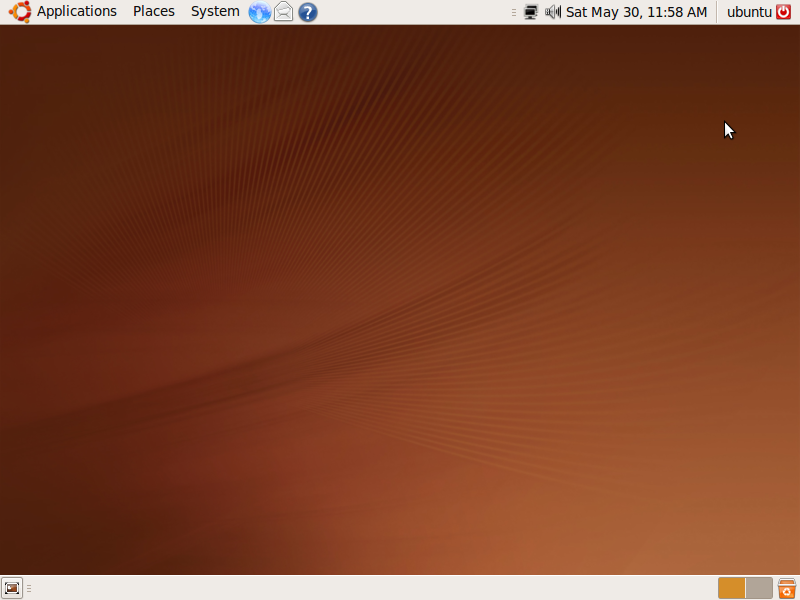
Ubuntu 9.04 (Jaunty Jackalope).

Ubuntu 9.04, Jaunty Jackalope, è la decima versione di Ubuntu, distribuita il 23 aprile 2009. Il supporto a Jaunty è terminato il 23 ottobre 2010. Nuove funzioni includono una maggior rapidità nel caricare il sistema operativo, l'integrazione di servizi ed applicazioni web nell'interfaccia desktop e una nuova schermata usplash e di login. Con questa versione vengono anche supportati i netbook e Wacom (hotplugging). Un nuovo sistema di notifiche, chiamato Notify OSD, è stato introdotto insieme a nuovi temi. A partire da Jaunty, lo sviluppo di Ubuntu avviene su Launchpad attraverso il sistema di controllo versione distribuito Bazaar.

### Ubuntu 9.10 Karmic Koala (Koala Karmico)

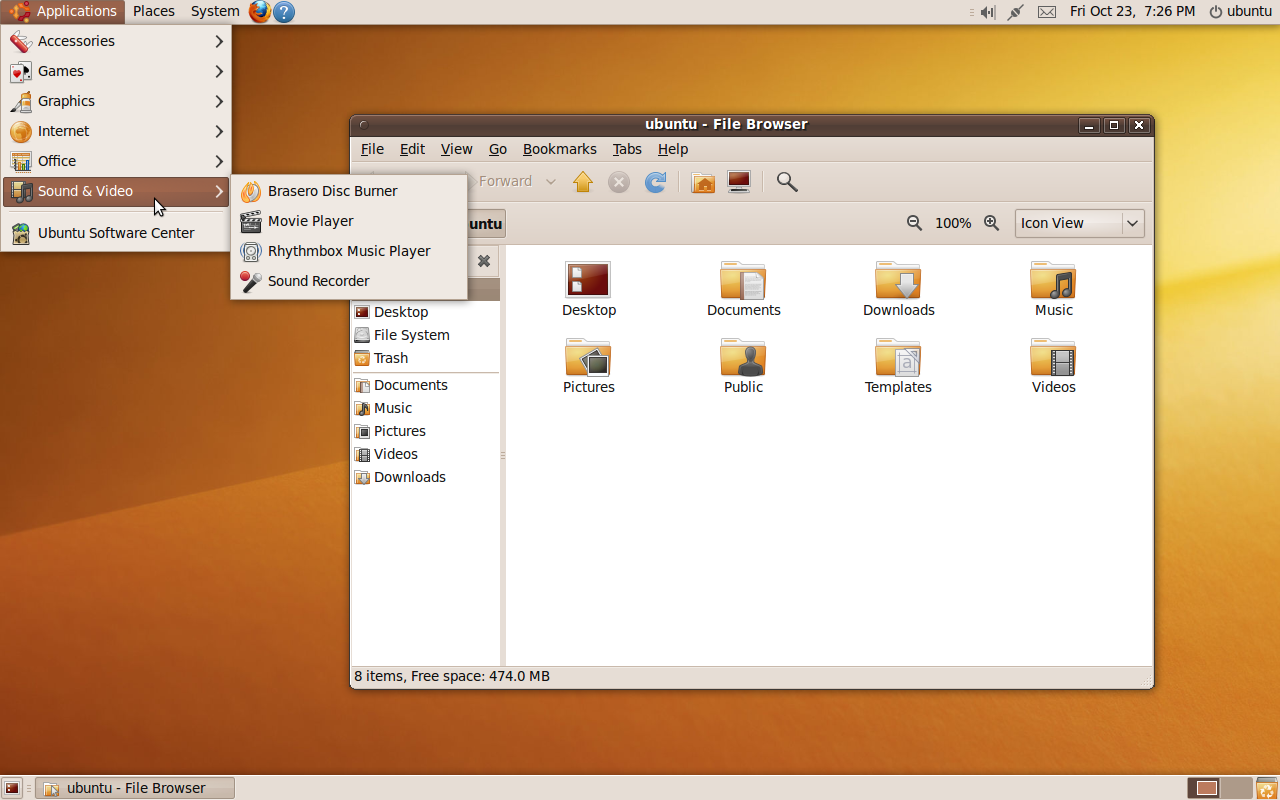
Ubuntu 9.10 (Karmic Koala).

La versione 9.10 di Ubuntu, denominata Karmic Koala, è stata distribuita il 29 ottobre 2009 ed è stata supportata da Canonical fino al 30 aprile 2011. In questa distribuzione particolare attenzione è stata posta al cloud computing nella versione server con l'inclusione di Eucalyptus. Per quanto riguarda la fase di avvio, è stato ridotto ulteriormente il tempo di boot grazie all'adozione di Xsplash in sostituzione di Usplash come boot grafico e dalla sostituzione del demone di init System V con Upstart, in quale consente l'avvio dei processi contemporaneamente per eventi. Con questa versione si incomincia anche a parlare delle Morphing Windows.
Da questa distribuzione l'installazione avverrà in modo predefinito sul file system ext4 e di conseguenza è stato introdotto il nuovo boot loader GRUB 2, radicalmente differente dal vecchio GRUB.
Il client per la messaggistica istantanea Pidgin è stato sostituito con Empathy che utilizza il framework GNOME Telepathy. Il vecchio hal in uso finora è stato sostituito con DeviceKit e udev mentre i driver grafici Intel hanno acquisito l'accelerazione UXA e il Kernel mode setting. Il programma per l'installazione dei programmi Aggiungi/Rimuovi programmi (gnome-app-install) è stato sostituito con il nuovo Ubuntu Software Center appositamente sviluppato da Canonical. Il servizio di sincronizzazione file Ubuntu One è stato installato di default.
Nel giugno 2009 Canonical avvia l'iniziativa One Hundred Paper Cuts, tesa a individuare 100 bug di usabilità e di facile correzione per migliorare l'esperienza utente di cui Ubuntu 9.10 ha beneficiato.

### Ubuntu 10.04 LTS Lucid Lynx (Lince Lucida)

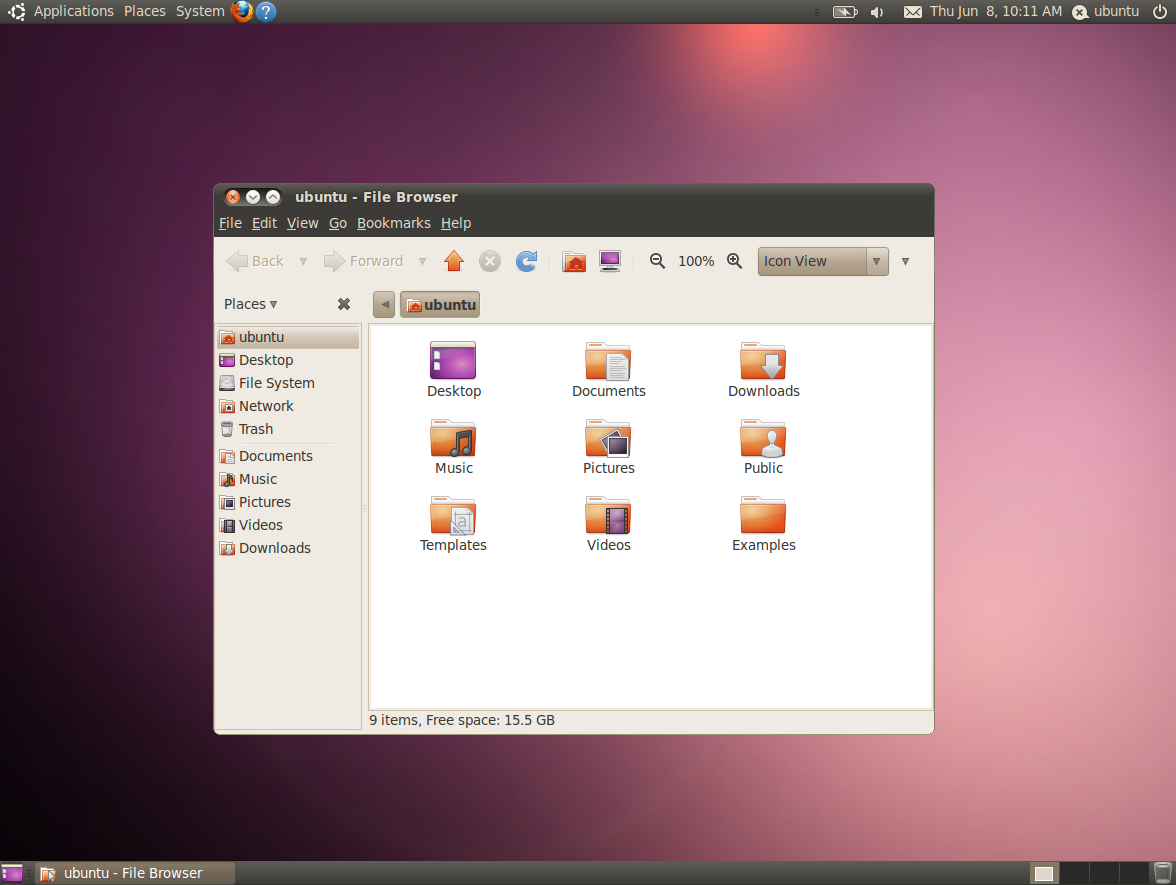
Ubuntu 10.04 (Lucid Lynx).

Il boot ha avuto cambiamenti multipli riferibili al look, al comportamento ed alla velocità delle fasi di avvio grazie a Plymouth e alla rimozione totale di HAL dal processo di avvio, rendendo più veloce l'avvio e la ripresa dopo la sospensione. Sono stati inclusi tra i pacchetti installati in modo predefinito PiTiVi (un semplice editor video non lineare) e Gwibber (un client per social network) mentre è stato rimosso il programma di fotoritocco GIMP.
Nel settore grafico il driver open source sperimentale per schede video NVIDIA nouveau è stato impostato predefinito in modo da avere una migliore gestione delle schede video NVIDIA (come l'uso di un compositing) senza installare i driver proprietari. Comunque è anche stato migliorato il supporto per i driver proprietari di schede grafiche NVIDIA.
Tra le novità introdotte è da notare l'integrazione nel MeMenu presente nel pannello di funzionalità collegate ai social network; anche l'area di notifica è stata migliorata, come per esempio riguardo alla comunicazione e alla gestione delle sessioni. Il tema grafico ha subito un pesante restyle abbandonando il vecchio tema Human per il nuovo Ambiance, cambiando i colori di riferimento dal marrone al viola. Insieme al tema grafico sono cambiate anche le icone e gli sfondi, avviando un contest tra la comunità per inserire gli sfondi inclusi in ogni distribuzione. Ubuntu One ha acquisito nuove funzionalità ed è stato avviato un negozio on-line per la vendita di musica digitale (anche detto music store), chiamato Ubuntu One Music Store (integrato all'interno di Rhythmbox) che usa l'archiviazione cloud di Ubuntu One per effettuare backup e per sincronizzare i brani acquistati su più computer.
Per l'edizione server è stata inclusa la nuova versione di Likewise Open (5.4) che fornisce l'autenticazione di Active Directory e il supporto server a Linux.

### Ubuntu 10.10 Maverick Meerkat (Suricato Anticonformista)

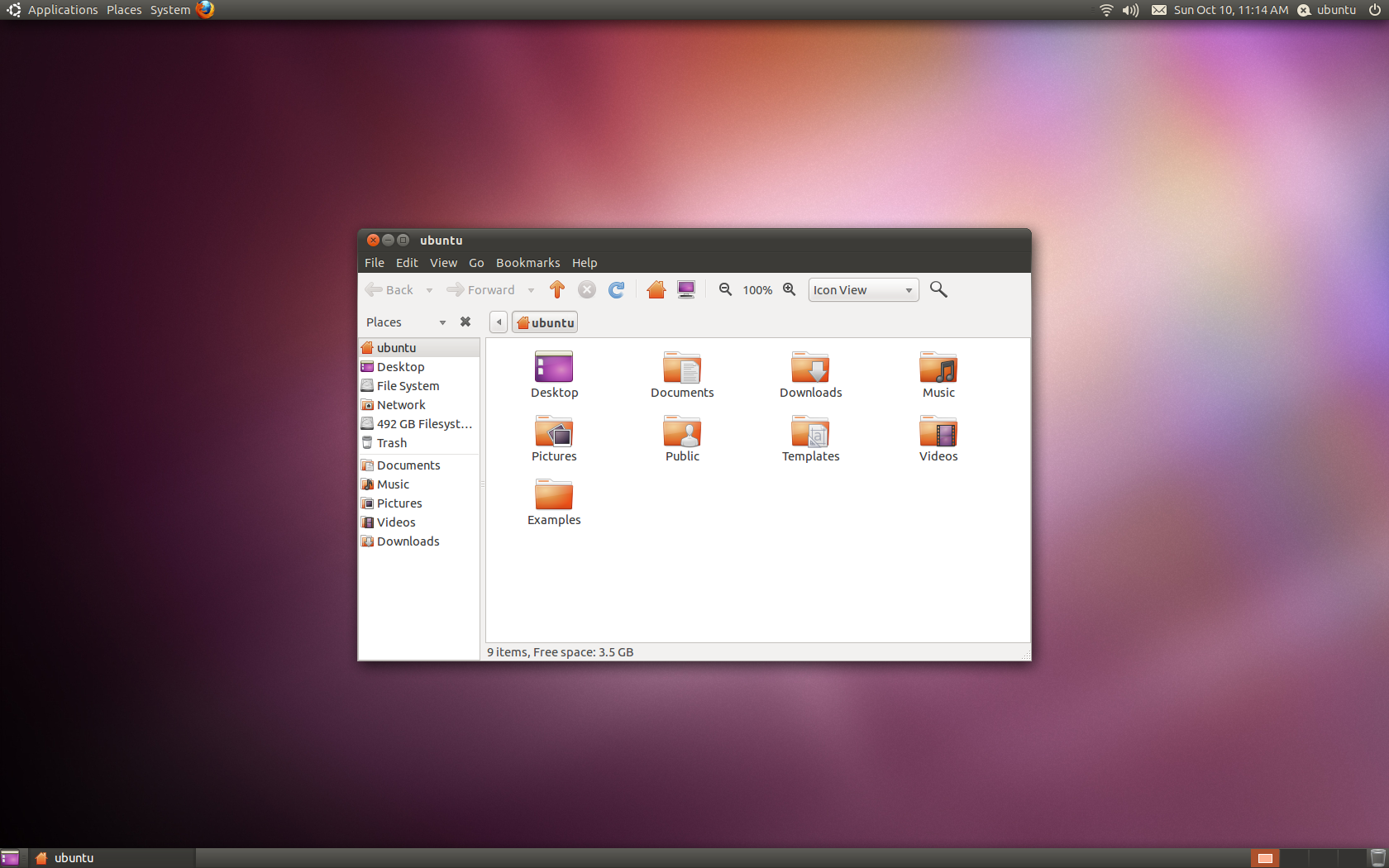
Ubuntu 10.10 (Maverick Meerkat).

In questa versione di Ubuntu è stato rimpiazzato il gestore di fotografie F-Spot con Shotwell mentre è stato rimosso dai programmi preinstallati il gestore di pacchetti da terminale Aptitude (APT).
Il tema grafico Ambiance è stato ridisegnato in vari punti ed è stato fatto realizzare un nuovo font per il sistema a Dalton Maag per Canonical chiamato Ubuntu Font Family. Tra i cambiamenti grafici è da notare anche l'introduzione dell'interfaccia Unity nell'edizione netbook che sostituisce la vecchia interfaccia.
L'Ubuntu Software Center ha acquisito la visualizzazione della cronologica del software installato e disinstallato, la possibilità di acquistare applicazioni a pagamento e un piccolo restyling grafico. L'installer grafico è stato migliorato in più punti, l'intero processo di installazione è stato semplificato ulteriormente, adesso è possibile installare componenti non liberi direttamente dall'installazione ed è disponibile per l'installazione il file system btrfs.
Una particolarità di questa distribuzione è che il periodo di sviluppo è stato ridotto di alcune settimane in modo da pubblicare Ubuntu il 10 ottobre 2010, così da formare la data 10.10.10 che, interpretata come un numero binario, rappresenta il decimale 42, ossia la risposta alla domanda fondamentale sulla vita, l'universo e tutto quanto secondo i romanzi di fantascienza di Douglas Adams.

### Ubuntu 11.04 Natty Narwhal (Narvalo Elegante)
Il nome significa Narvalo elegante.

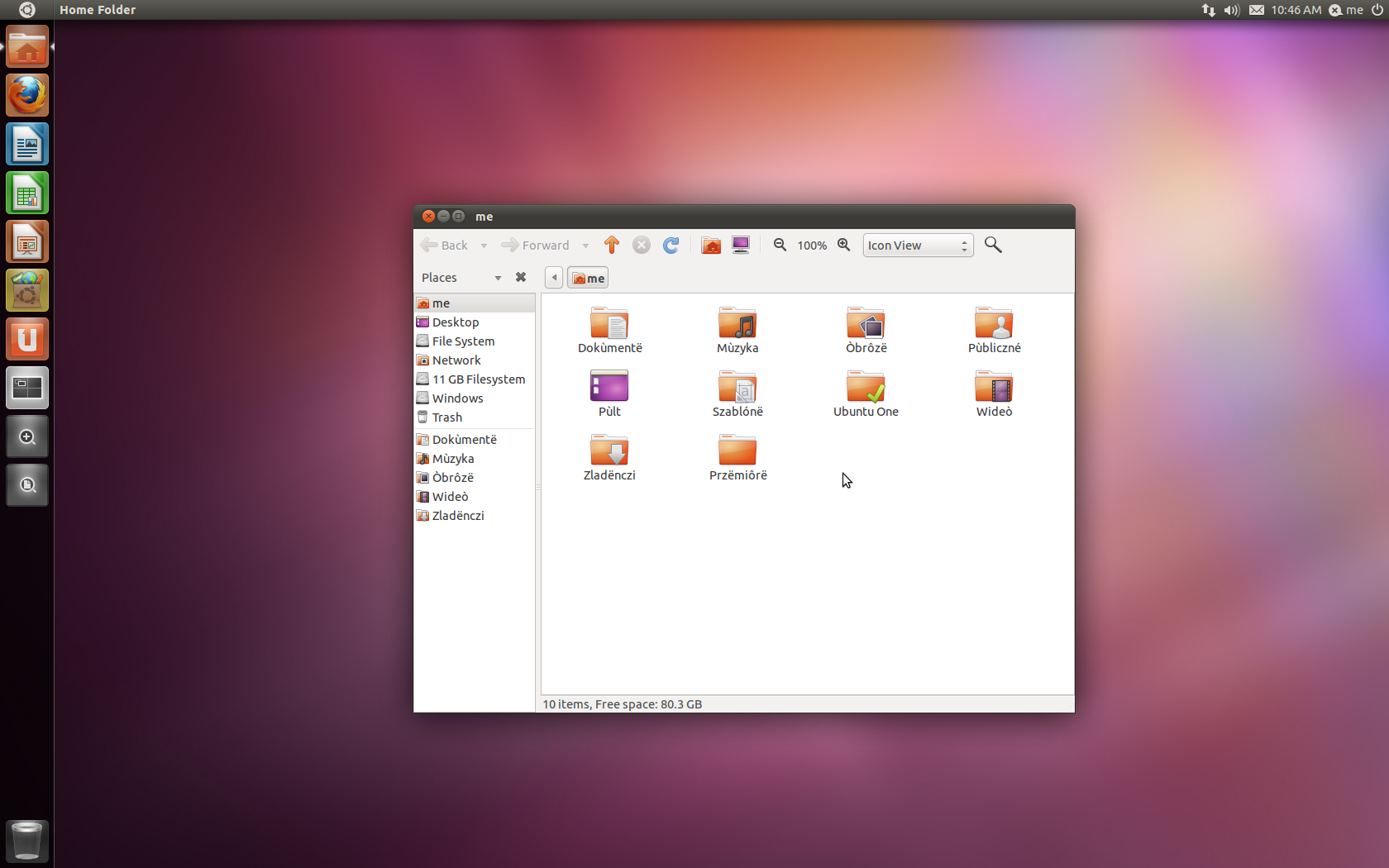
Ubuntu 11.04 (Natty Narwhal).

In questa versione l'interfaccia Unity è stata estesa anche sulla versione desktop, ponendo fine all'edizione per netbook, mentre dal pacchetto GNOME è stato scartato dall'installazione predefinita GNOME Shell, la nuova interfaccia di GNOME e il window manager Mutter.. Questo ha creato alcune tensioni nella comunità specialmente con gli sviluppatori GNOME che accusano Canonical di mettere in secondo piano GNOME Shell. È comunque possibile scegliere al login se usare ambiente classico GNOME, scelta predefinita se il computer non ha i requisiti richiesti da Unity (scheda video con accelerazione 3D disponibile).
A seguito dell'acquisizione di Sun Microsystems da parte di Oracle Corporation e quindi dal cambiamento di politiche di sviluppo di OpenOffice.org, Canonical ha dato il proprio supporto a The Document Foundation includendo LibreOffice come suite d'ufficio predefinita. Un altro cambio di applicazione è stato quello del riproduttore musicale, rimuovendo Rhythmbox e aggiungendo Banshee.
In fase di installazione adesso è possibile aggiornare il sistema o reinstallarlo preservando i dati personali dell'utente. Cambia nuovamente il nome della distribuzione: la versione desktop si chiamerà semplicemente Ubuntu e non Ubuntu Desktop Edition, la versione server Ubuntu Server e non Ubuntu Server Edition. Con l'uscita di Natty Narwhal termina il servizio gratuito ShipIt, nato con la prima versione di Ubuntu.

### Ubuntu 11.10 Oneiric Ocelot (Gattopardo Onirico)

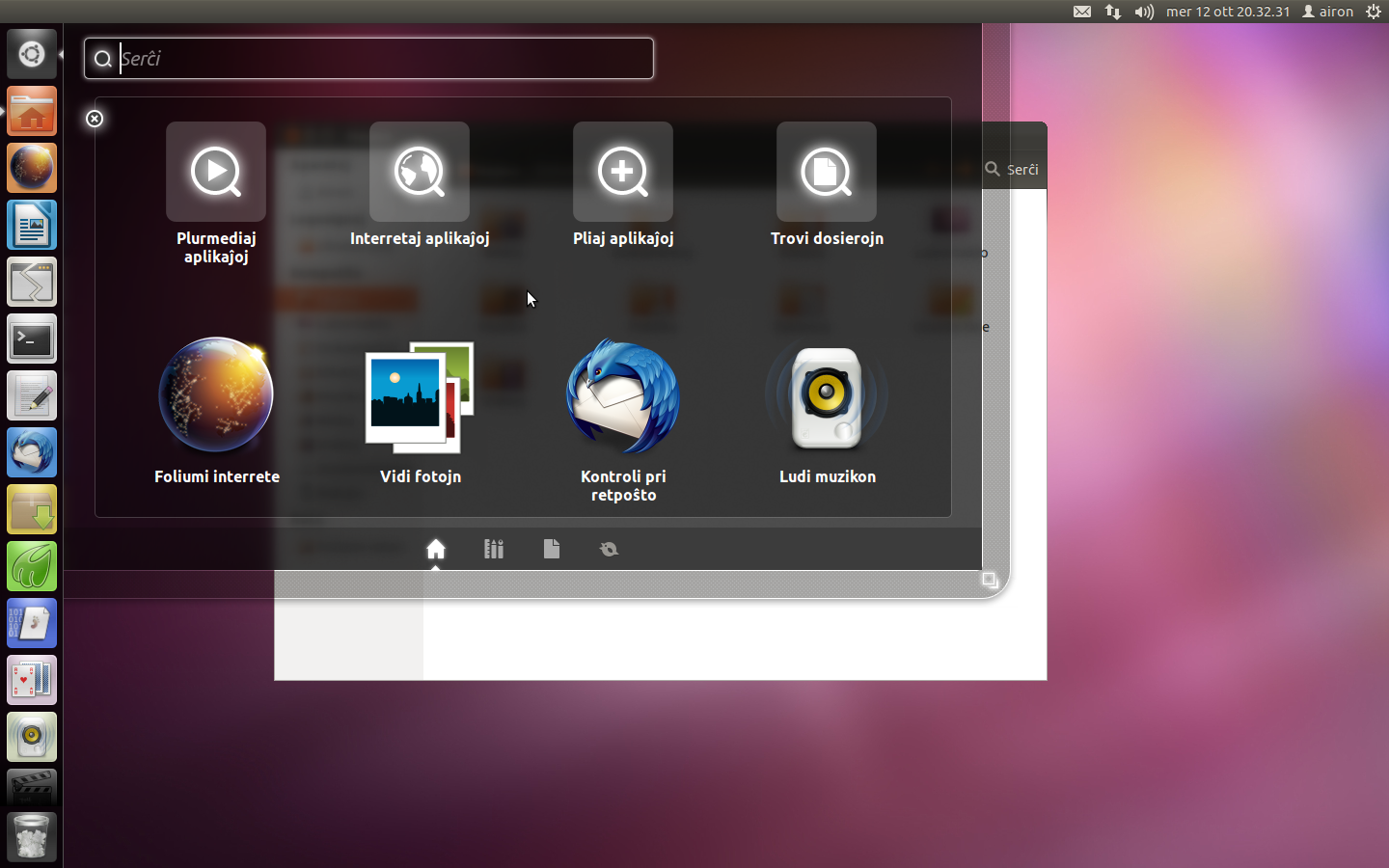
Ubuntu 11.10 (Oneiric Ocelot).

Il nome della quindicesima versione di Ubuntu, chiamata Oneiric Ocelot, è stato annunciato il 7 marzo 2011 da Mark Shuttleworth. La versione stabile è stata distribuita il 13 ottobre 2011.
Questa versione ha visto la definitiva eliminazione di GNOME2: Unity3D è diventata l'interfaccia predefinita, affiancata da Unity2D, installato in via predefinita e utilizzato in assenza di accelerazione 3D. Insieme a Unity è possibile installare ed usare l'interfaccia GNOME 3 (GNOME Shell). In più è stato introdotto LightDM come interfaccia per il login grafico, al posto di GDM, in quanto più leggero e funzionale.
Alcuni programmi sono stati aggiunti, come Déjà Dup per fare backup, ed altri sono stati rimossi, come PiTiVi e Synaptic, quest'ultimo rimpiazzato dalla versione 5.0 dell'Ubuntu Software Center. Evolution è stato sostituito con Mozilla Thunderbird dopo mesi di attesa per integrare Thunderbird in Ubuntu.
Fuori da Ubuntu, Lubuntu diventa derivata ufficiale e Ubuntu Studio passa all'interfaccia grafica Xfce mentre Muon Software Center diventa il gestore di applicazioni predefinito in Kubuntu.

### Ubuntu 12.04 LTS Precise Pangolin (Pangolino Preciso)

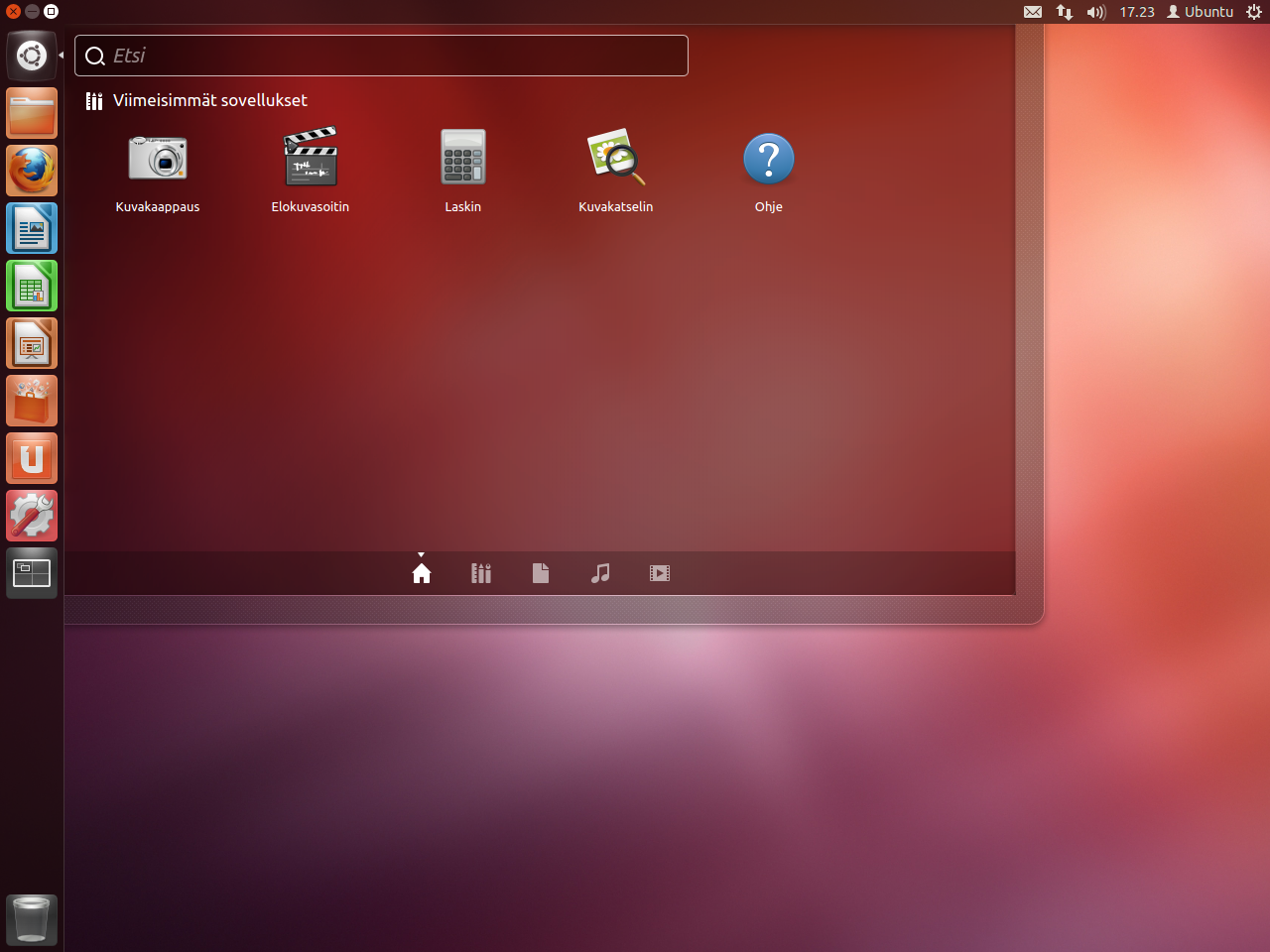
Ubuntu 12.04 (Precise Pangolin).

Il 21 marzo 2011 Mark Shuttleworth ha annunciato che la versione 12.04 di Ubuntu sarà una LTS. Il nome della sedicesima versione di Ubuntu, Precise Pangolin, è stato annunciato da Shuttleworth il 5 ottobre 2011 nel suo blog. Il 21 ottobre 2011 è stato annunciato che a partire da questa distribuzione, la versione Desktop sarà supportata per cinque anni invece degli attuali tre. Precise Pangolin è stato pubblicato il 26 aprile 2012. Alcuni programmi sono stati rimossi, come Tomboy, e altri sostituiti, come per Banshee che è stato rimpiazzato da Rhythmbox, già presente nelle vecchie distribuzioni. Assieme a Tomboy e Banshee è stato quindi rimosso il controverso programma Mono.
Entrambe le versioni, desktop e server, sono disponibili sia a 64-bit che a 32-bit. Inizialmente, il file ISO del CD di installazione sarebbe dovuto aumentare di dimensione, dai 700 ai 750 MB, rendendo così impossibile la masterizzazione del file su un semplice CD ma successivamente è stato riportato entro i limiti dei 700 MB. Inoltre, questa edizione contiene anche una nuova funzione nel menù, denominata HUD (Head-up display), ossia una nuova barra di ricerca attraverso la quale possiamo effettuare ricerche all'interno del menù di una applicazione. Questa novità secondo Shuttleworth in futuro rimpiazzerà i menù delle applicazioni supportate da Unity ma per Precise Pangolin i menù rimarranno.
È stata inoltre rivisitata l'interfaccia grafica di Ubuntu One utilizzando il toolkit Qt al posto delle GTK+.

### Ubuntu 12.10 Quantal Quetzal (Trogone Splendido Quantico)

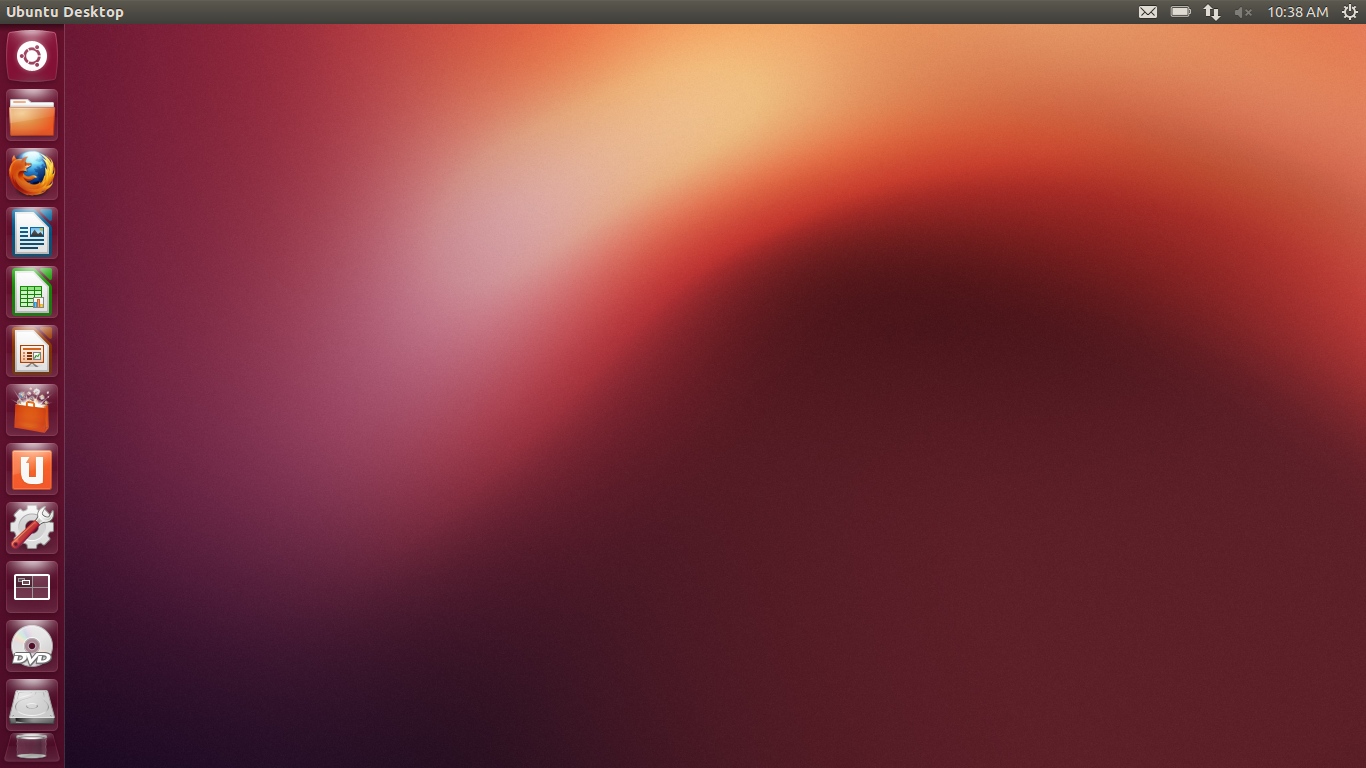
Ubuntu 12.10, schermata desktop.

Il 23 aprile 2012 Mark Shuttleworth ha annunciato nel suo blog che il nome della diciassettesima versione di Ubuntu, la versione 12.10, sarà Quantal Quetzal (Quetzal quantico) e tale edizione prevederà un nuovo tema, con altri lavori da fare sulla tipografia e sulle icone. Ubuntu 12.10 è stato distribuito il 18 ottobre 2012.
È la prima ad avere un supporto (seppur iniziale) al tablet Nexus 7 sul quale è possibile installarlo.

### Ubuntu 13.04 Raring Ringtail (Bassarisco Astuto Raro)

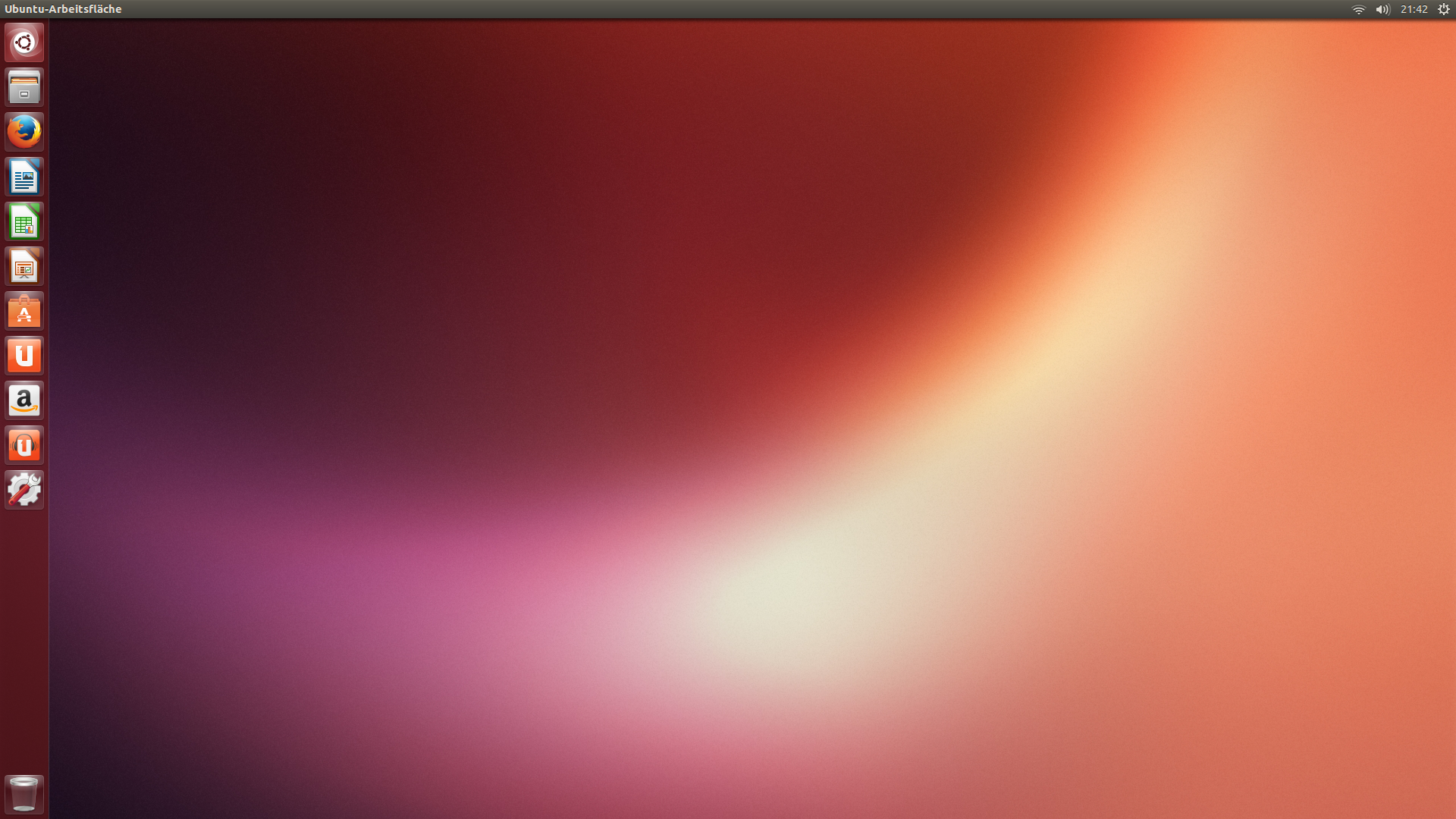
Schermata di Ubuntu 13.04. Notare il cambio del logo della Dash.

Il 17 ottobre 2012 Mark Shuttleworth ha annunciato nel suo blog che il nome della diciottesima versione di Ubuntu, la versione 13.04, è Raring Ringtail e lo sviluppo di tale edizione punta sulla mobilità, in vista della prossima distribuzione LTS: smartphone, tablet, TV. Secondo Shuttleworth è ora di guardare ad Ubuntu sotto la lente della mobilità, cercando di migliorare la durata della batteria, il numero di processi in esecuzione, la memoria occupata e così via.. La pubblicazione è avvenuta il 25 aprile 2013.

### Ubuntu 13.10 Saucy Salamander (Salamandra Impertinente)

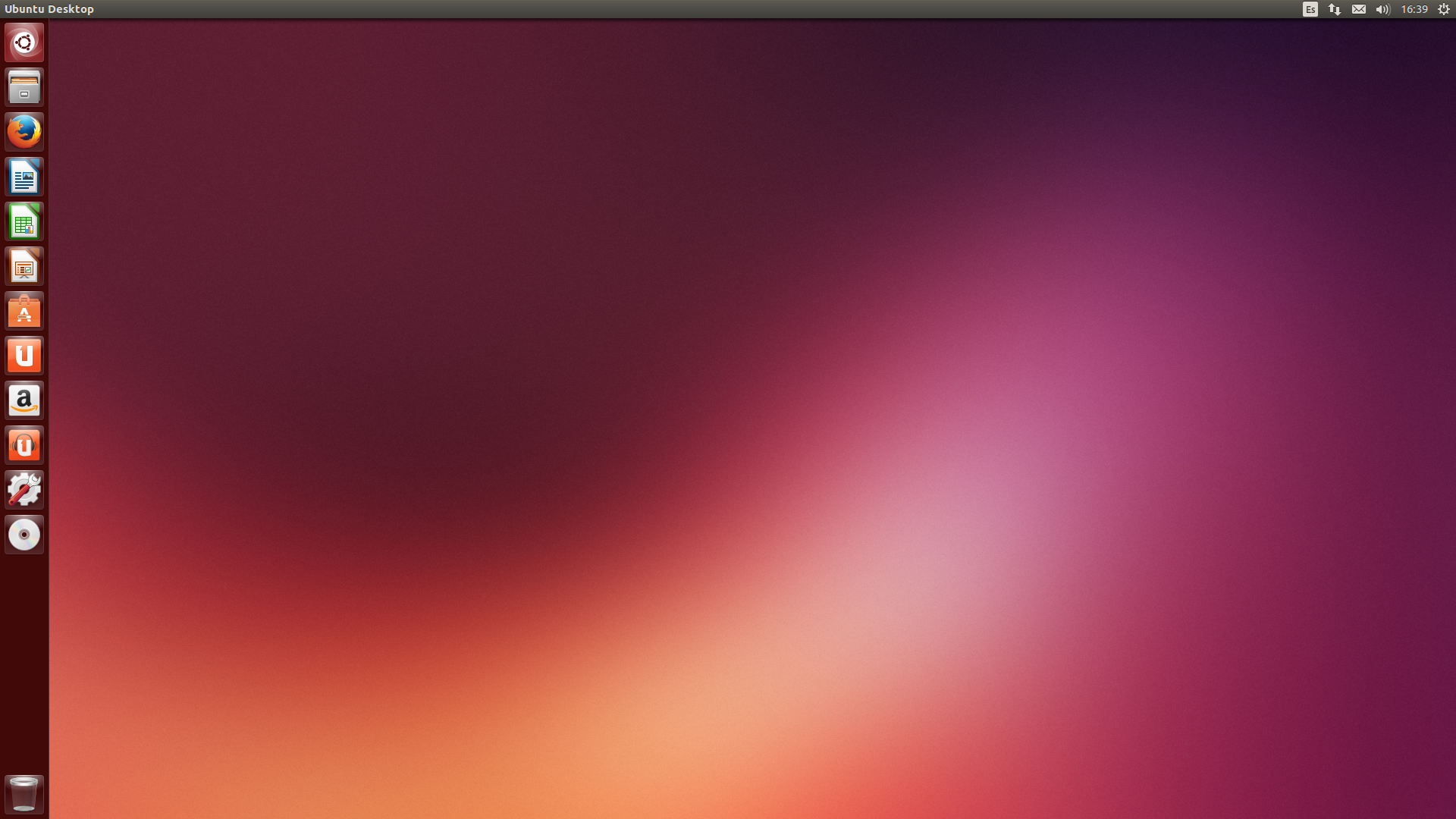
Schermata di Ubuntu 13.10 desktop.

Il 25 aprile 2013 Mark Shuttleworth ha annunciato nel suo blog che il nome della diciannovesima versione di Ubuntu, la versione 13.10, è Saucy Salamander. In questa versione viene aggiornato Unity alla versione 7.1.1 e viene migliorato Unity SmartScope. Oltre ai vari aggiornamenti viene distribuita la prima versione di Ubuntu Touch che supporta i dispositivi Nexus. Questa versione viene pubblicata il 17 ottobre 2013.

### Ubuntu 14.04 LTS Trusty Tahr (Capra Affidabile)

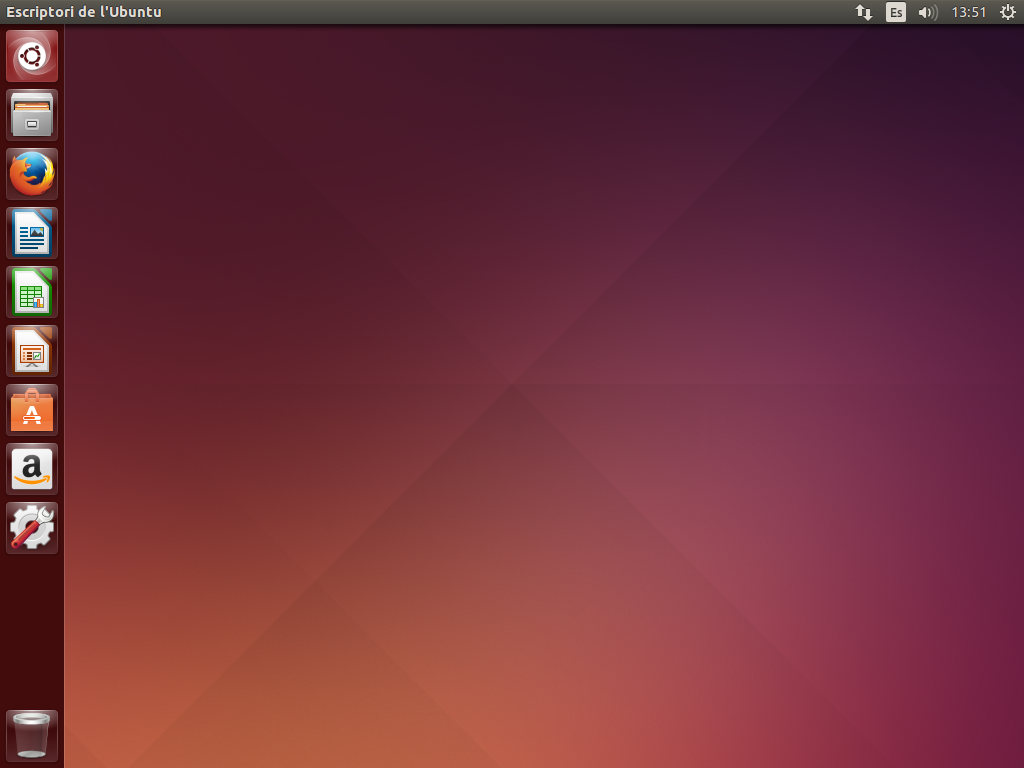
Schermata di Ubuntu 14.04 (Trusty Tahr).

La versione 14.04 si chiama Trusty Tahr, in italiano "capra affidabile", ed è stata pubblicata il 17 aprile 2014.
Era previsto per la versione 14.04 LTS l'uso del nuovo server grafico Mir (debutto rinviato alla 14.10), sviluppato da Canonical Ltd. per sostituire il X.Org, il quale viene invece aggiornato alla versione 15.0.1.
In questa release il kernel viene aggiornato alla versione 3.13.0 e l'interprete Python passa alla versione 3.4 sebbene la versione 3.3 sia ancora disponibile in Ubuntu Software Center e i codici scritti con versioni 2.x siano ancora utilizzabili.
Questa release incorpora inoltre un browser creato apposta per questa distro, in quanto utilizza componenti software di Ubuntu. Per quanto riguarda Unity questo desktop enviroment rimane alla versione 7 ma include alcune nuove modifiche, come la nuova schermata di blocco e il menù integrato nella barra del titolo.
Anche la suite per produttività Libreoffice è stata aggiornata alla versione 4.2.3 con vari miglioramenti in LibreOffice Writer e LibreOffice Calc.

### Ubuntu 14.10 Utopic Unicorn (Unicorno Utopico)

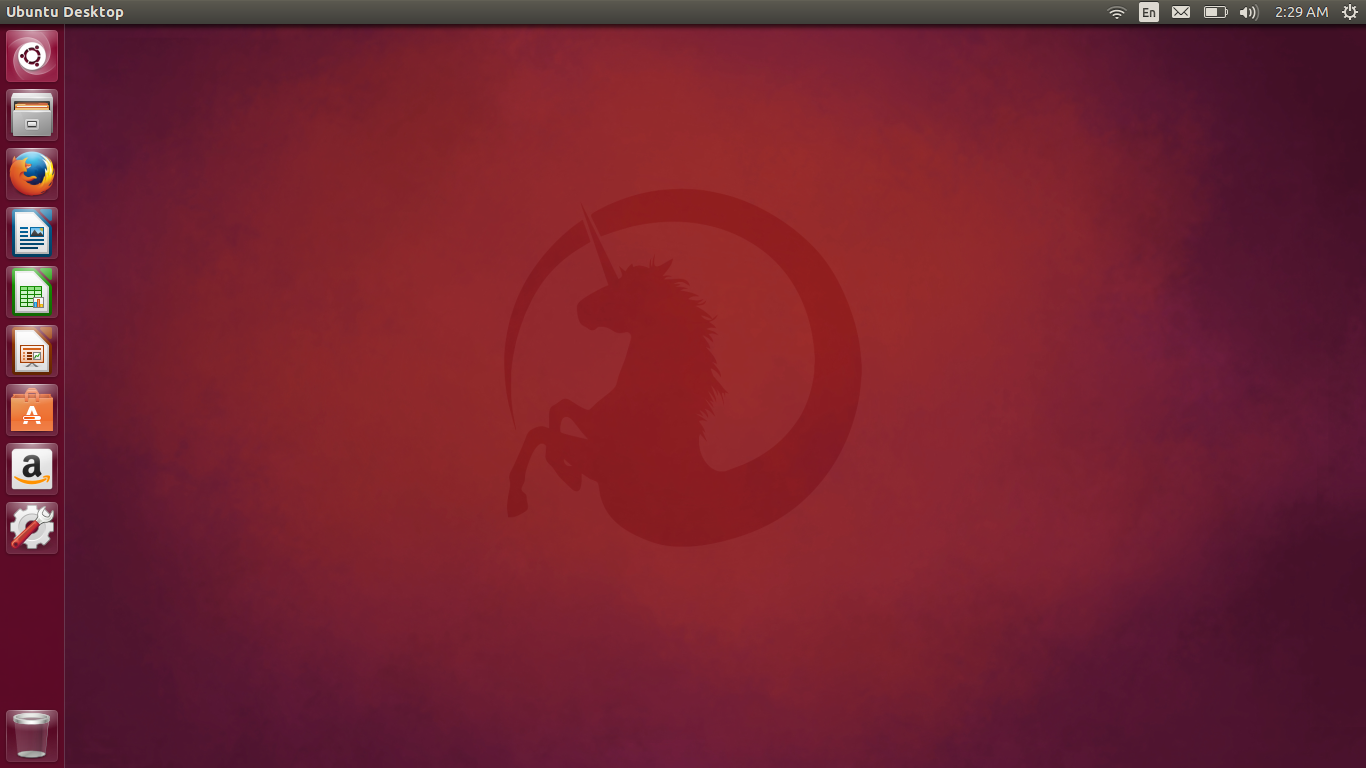
Ubuntu 14.10 (Utopic Unicorn).

La versione 14.10, denominata Utopic Unicorn, in italiano "Unicorno Utopico", è stata distribuita il 23 ottobre 2014. Il kernel è stato aggiornato alla versione 3.16 per il supporto hardware e ha per la sicurezza il modulo ASLR applicato al kernel oltre alla chiusura di un certo numero di fughe di informazioni in /proc.

Anche in questa release, come per la LTS 14.04, Unity rimane alla versione 7 ma include nuove modifiche all'HUD. È inoltre possibile installare una versione di prova di Unity 8 conosciuta come "Ubuntu Desktop Next".

### Ubuntu 15.04 Vivid Vervet (Cercopiteco Verde Vivido)

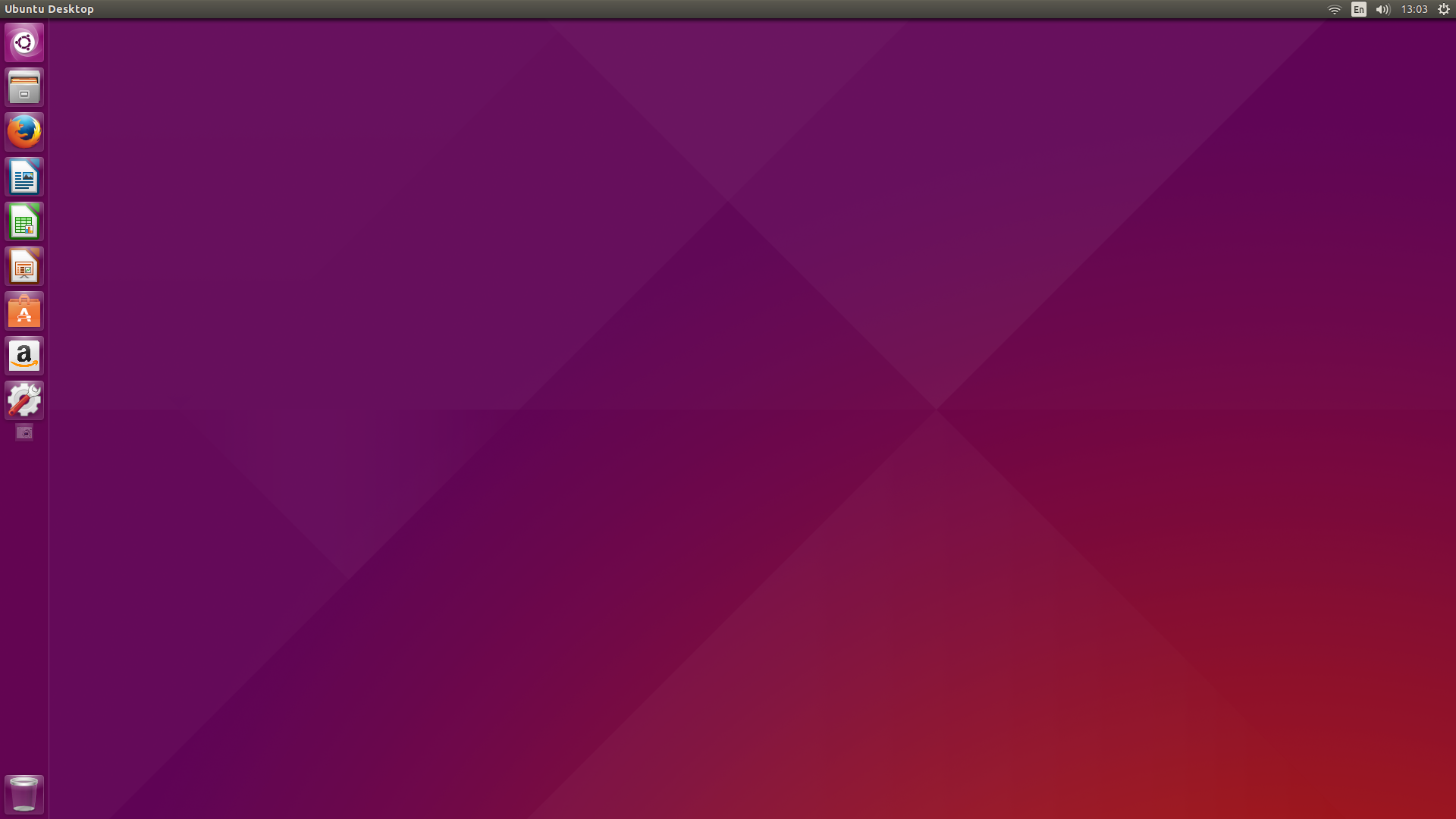
Ubuntu 15.04 (Vivid Vervet).

Il nome di questa versione di Ubuntu (Vivid Vervet) è stato annunciato da Mark Shuttleworth il 20 ottobre 2014 ed in italiano significa "cercopiteco vivido" . Unity non è aggiornato ad 8 e X.Org non viene sostituito da Mir. È introdotto il menu LIM (Locally Integrated Menu) ed è integrato JAvatana per il supporto dei menu nelle applicazioni basate su Java Swing. Migliorati alcuni problemi come quelli riguardanti i driver proprietari nVidia.
Come gestore dell'avvio viene usato systemd al posto di upstart.

### Ubuntu 15.10 Wily Werewolf (Licantropo Astuto)

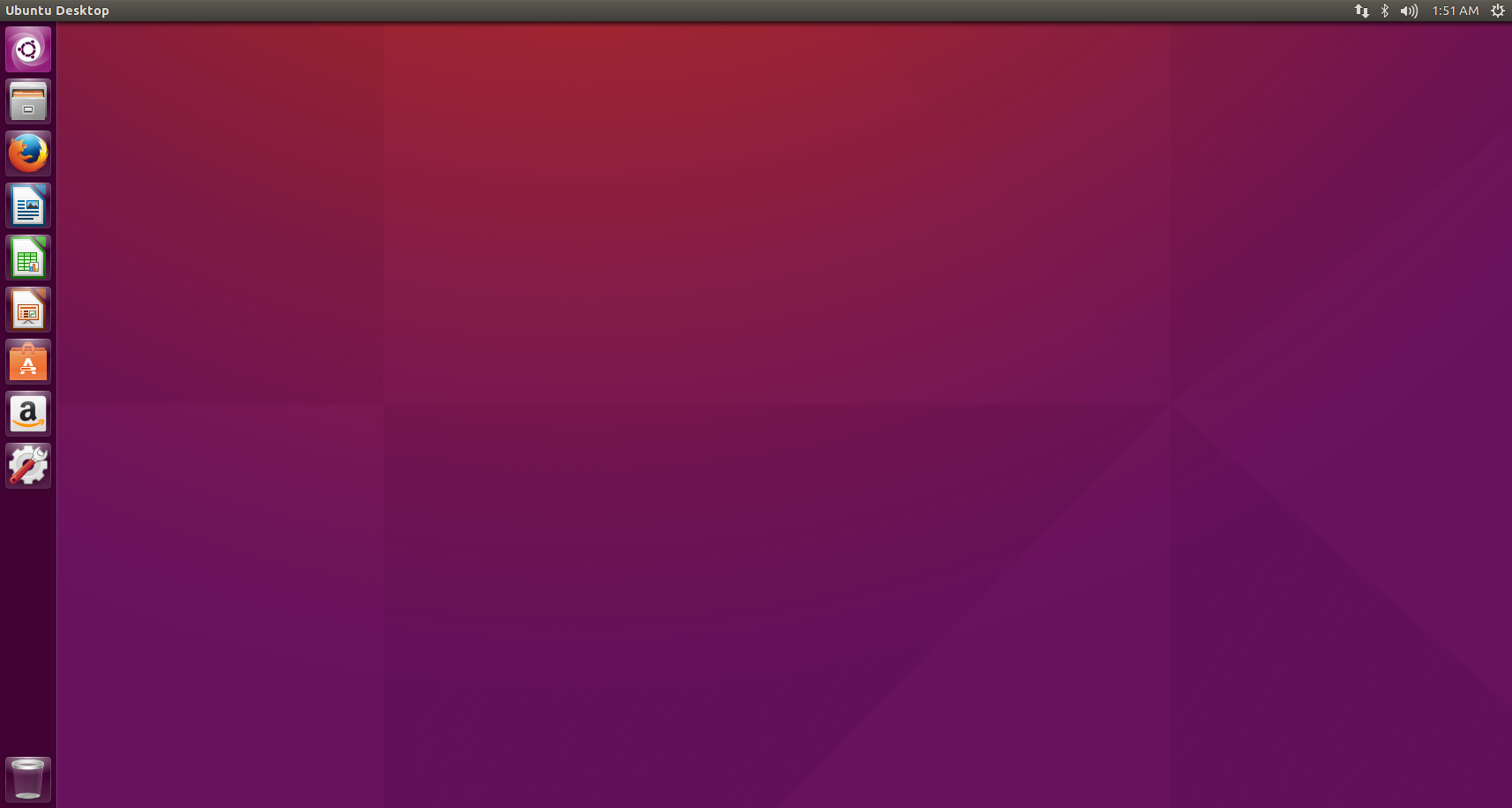
Ubuntu 15.10 (Wily Werewolf)

Il 4 Maggio 2015 Mark Shuttleworth annuncia che Ubuntu 15.10 sarà chiamato "Wily Werewolf" ovvero "licantropo astuto".
Inizialmente lo stesso Shuttleworth espresse il proprio desiderio di includere Mir nella futura versione ma ciò non avvenne, ed Ubuntu 15.10 fu pubblicato il 22 Ottobre 2015 senza Mir.
Con Ubuntu 15.10 furono abbandonate le barre di scorrimento a scomparsa tipiche delle versioni precedenti, in favore di quelle di GNOME.

### Ubuntu 16.04 LTS Xenial Xerus (Scoiattolo Ospitale)

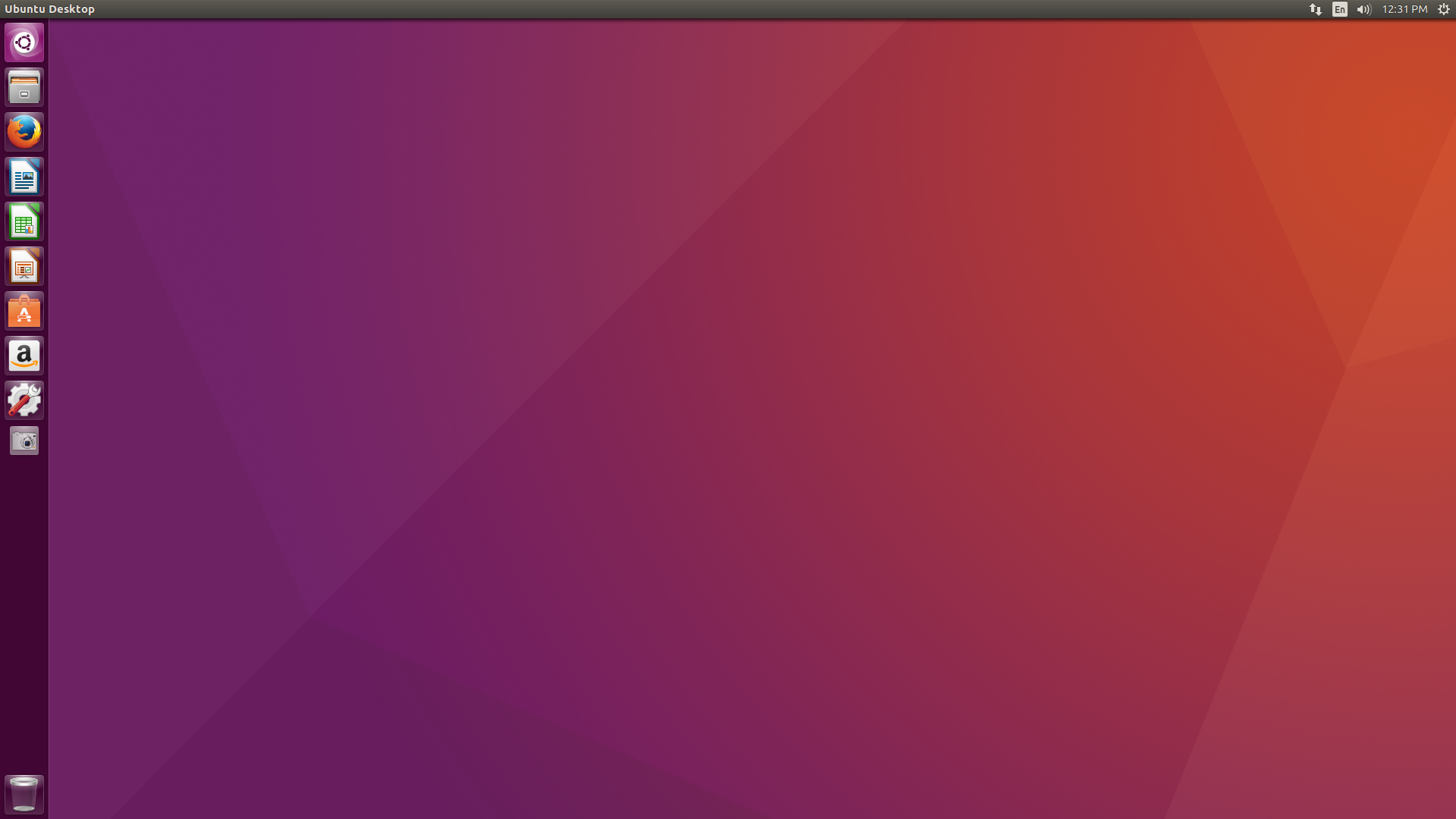
Ubuntu 16.04 (Xenial Xerus)

Il 22 ottobre 2015, Mark Shuttleworth annuncia che il nome di Ubuntu 16.04 è "Xenial Xerus", in italiano "scoiattolo ospitale". Le novità eclatanti non sono numerose e tra queste non figurano l'introduzione né di Mir né di Unity 8, sebbene essi possano essere installati in seguito dall'utente, i principali aggiornamenti sono volti alla stabilità come è solito per le versioni LTS. Tutte le applicazioni di GNOME sono rinnovate, con l'aggiunta di GNOME Calendar e GNOME Software che sostituisce il tanto discusso Ubuntu Software Center. Altre novità sono la possibilità di spostare la barra di Unity in basso e la disattivazione per default delle ricerche online.

### Ubuntu 16.10 Yakkety Yak (Bue Tibetano Logorroico)

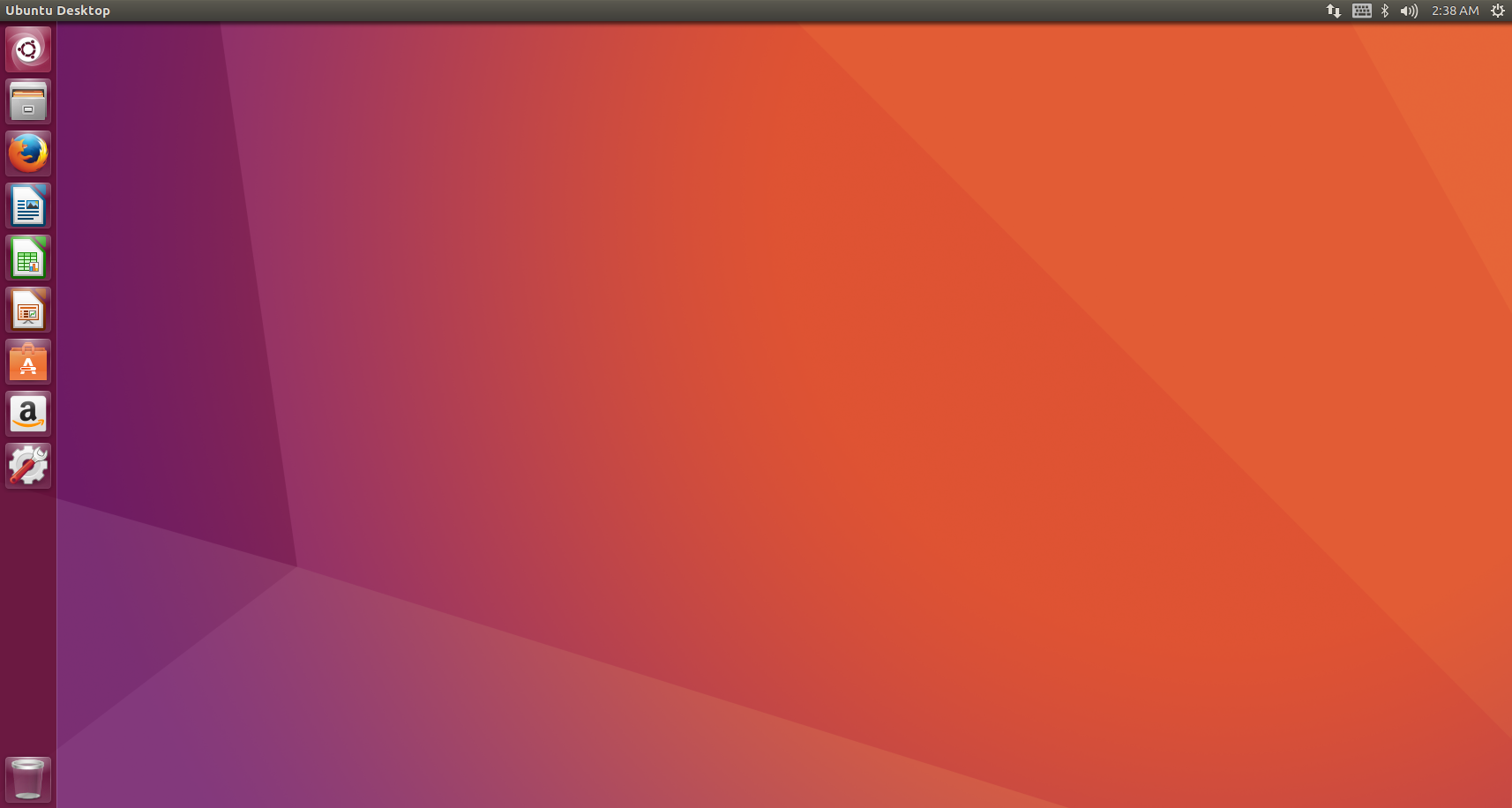
Ubuntu 16.10 Yakkety Yak

Il 21 aprile 2016 Mark Shuttleworth annuncia che il nome di Ubuntu 16.10 è "Yakkety Yak" (in italiano "Yak Chiacchierone"). La versione viene rilasciata in versione stabile il 13 ottobre 2016. Fra le principali novità figurano le versioni aggiornate dei vari pacchetti (fra cui LibreOffice 5.2 e il kernel Linux 4.8.1) e una versione sperimentale di Unity 8 (utilizzabile solo con schede video aventi driver compatibili).

### Ubuntu 17.04 Zesty Zapus (Topo Saltatore Sapido)

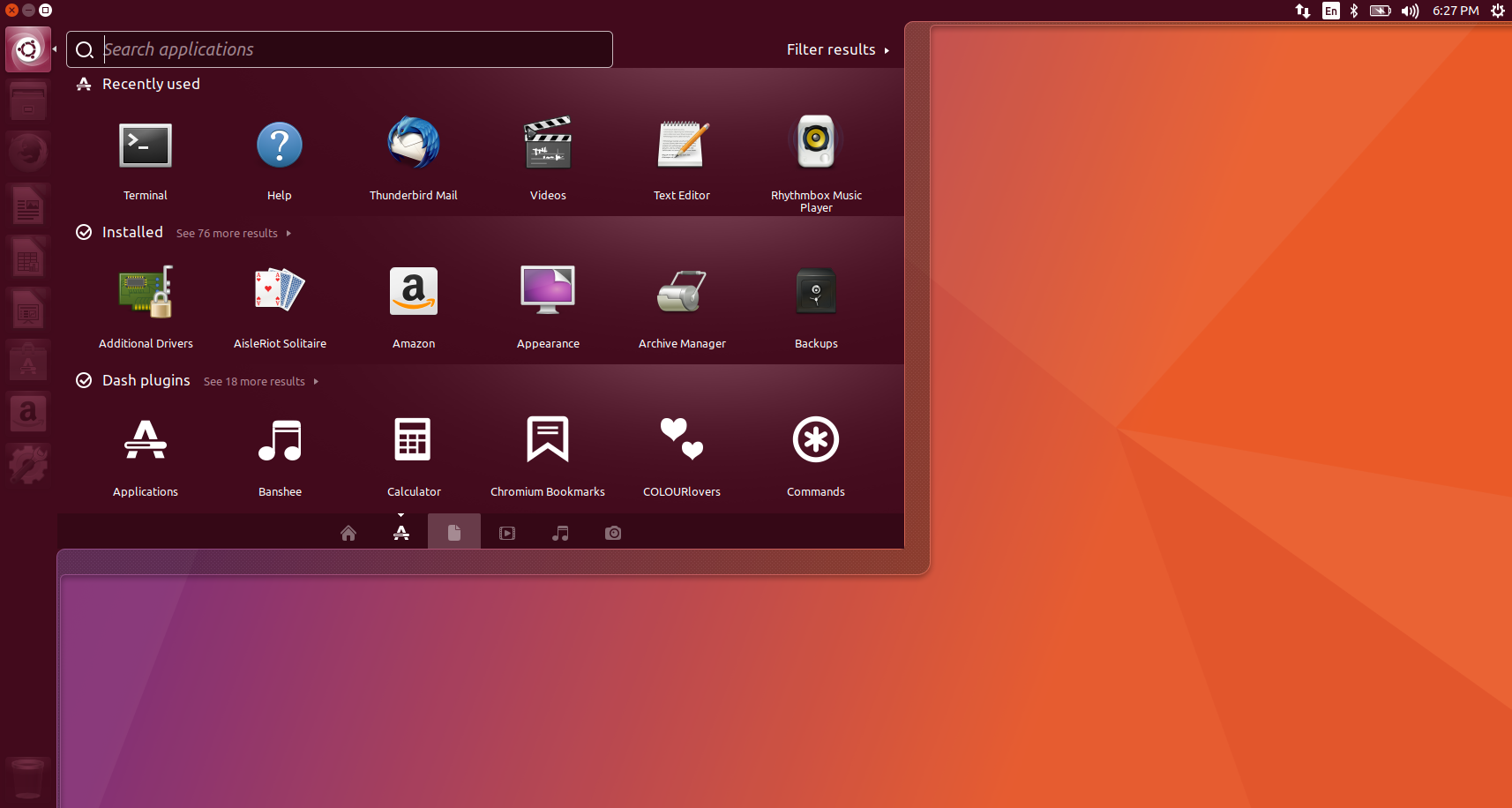
Ubuntu 17.04 Zesty Zapus

Annunciata da Mark Shuttleworth nell'Ottobre 2016 Ubuntu 17.04 viene pubblicata il 13 Aprile 2017.
La nuova versione non porta con sé eclatanti novità se non per il fatto che è l'ultima versione del sistema operativo di Canonical ad essere rilasciato con la shell grafica Unity.
Il kernel Linux del sistema è aggiornato alla versione 4.10. Le applicazioni della famiglia GNOME sono aggiornate alla versione 3.24 ad eccezione del file manager Nautilus, del terminale, del client di posta Evolution e del gestore di pacchetti software rimasti alla 3.20. Porta inoltre a bordo Firefox 52, Thunderbird 45 e LibreOffice 5.3.

### Ubuntu 17.10 Artful Aardvark (Oritteropo Abile)

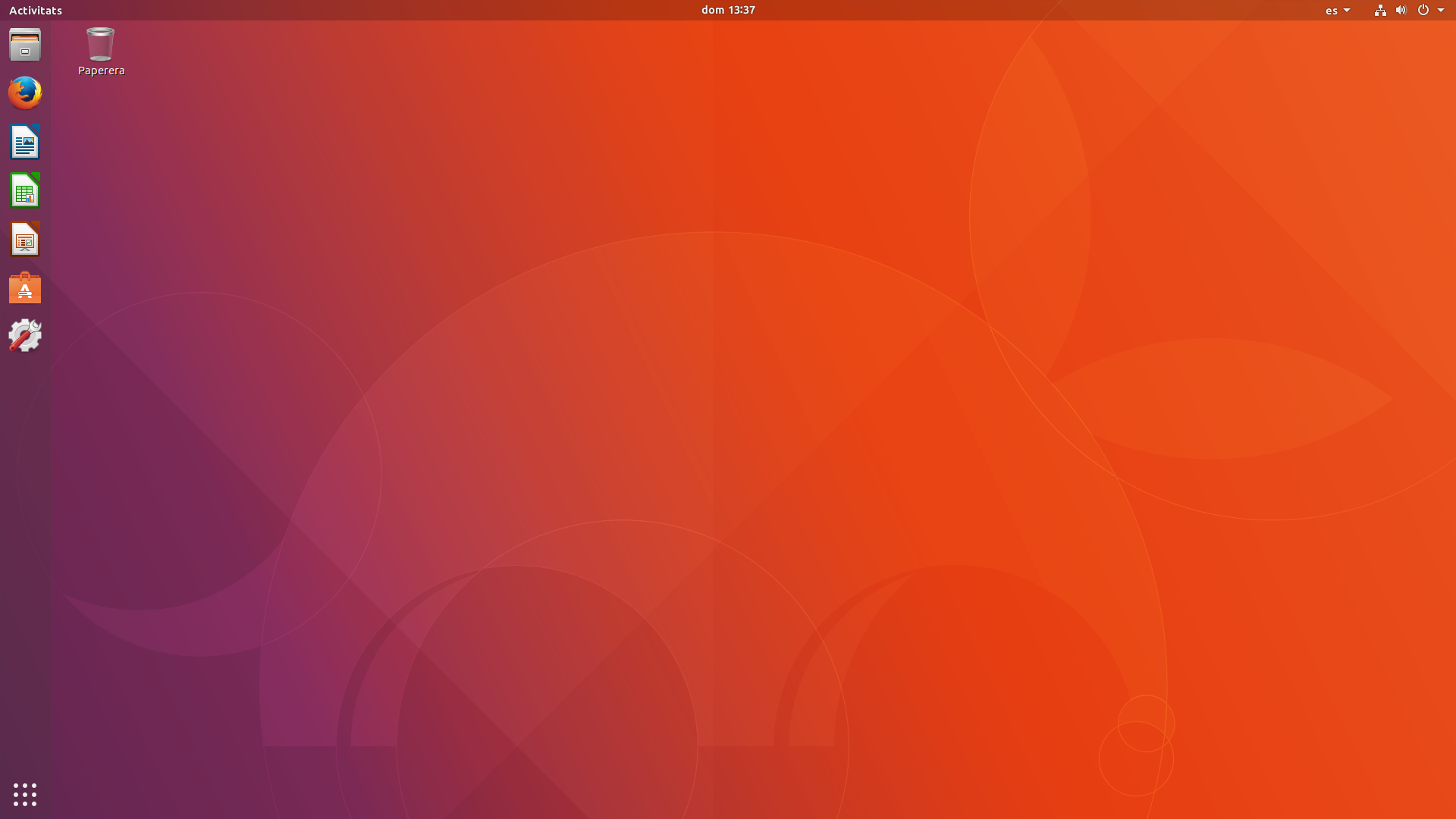
Ubuntu 17.10 Artful Aardvark

La versione stabile di Ubuntu 17.10 viene pubblicata il 19 Ottobre 2017 dopo 6 mesi di sviluppo. A differenza delle versioni precedenti il nome in codice "Artful Aardvark" non viene rivelato dal fondatore di Canonical Mark Shuttleworth tramite un post sul proprio blog ufficiale. A discapito di questo il rilascio è però ricco di novità, prima fra tutte l'abbandono dell'interfaccia sviluppata da Canonical Unity in favore di GNOME Shell, interfaccia di default dell'ambiente desktop GNOME. La nuova shell viene rilasciata con installato di default il launcher Ubuntu-Dock (fork dell'estensione Dash-To-Dock), il quale consente di mantenere una certa continuità con il passato, replicando alcune caratteristiche della classica barra laterale di Unity. Altre novità riguardano la sostituzione del server grafico X.Org con Wayland e del display manager LightDM con GDM.
Da Ubuntu 17.10 Canonical non rilascia più la versione a 32-bit della propria distribuzione. Il kernel Linux con cui viene rilasciato Ubuntu Artful Aardvark è la versione 4.13, mentre le applicazioni del ambiente GNOME sono aggiornate alla versione 3.26.

### Ubuntu 18.04 LTS Bionic Beaver (Castoro Bionico)

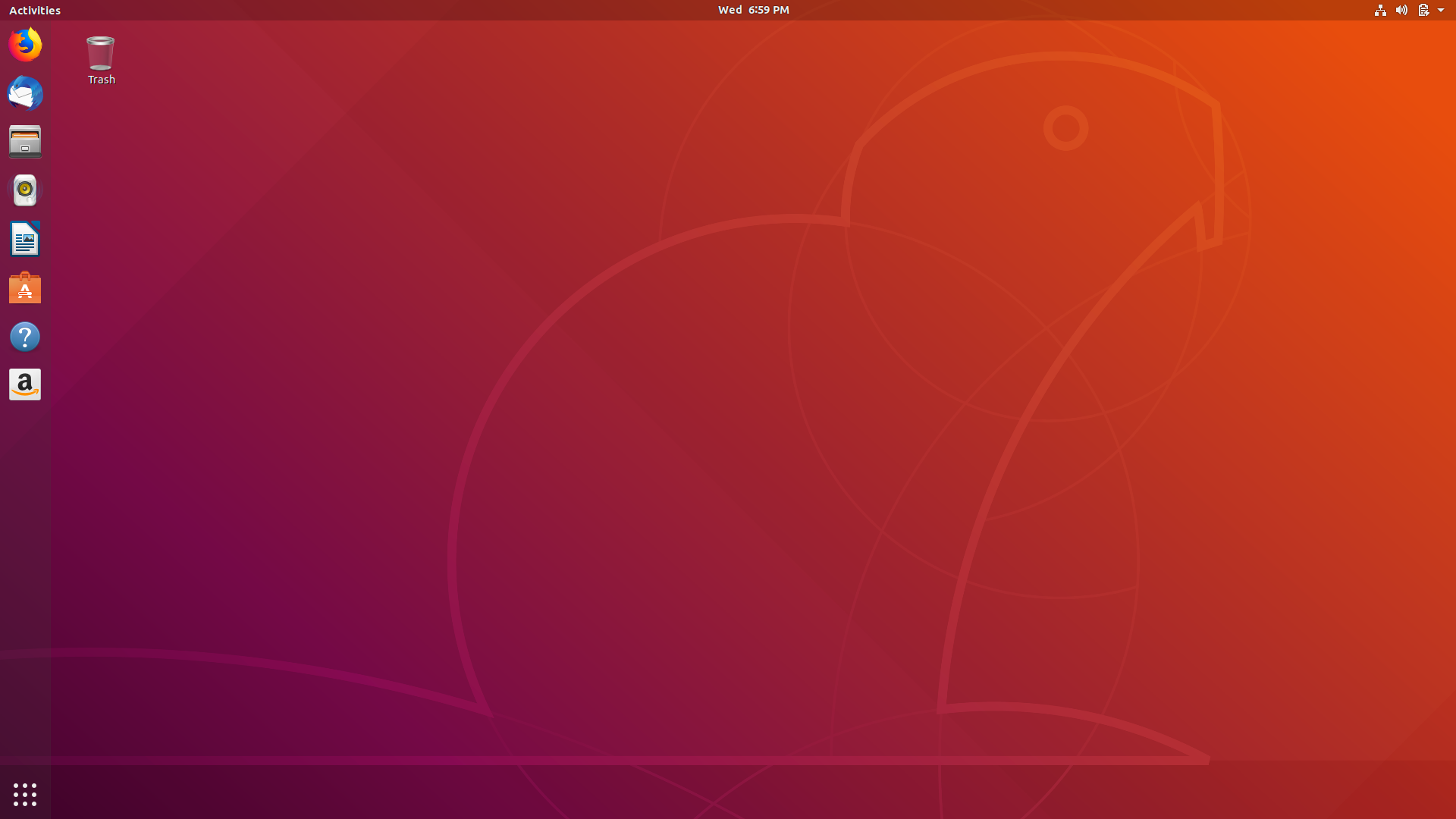
Ubuntu 18.04 Bionic Beaver

Rilasciata il 26 aprile 2018, la versione Ubuntu 18.04 LTS è la prima Long Term Support a venire fornita con l'ambiente grafico GNOME Shell. Come per la versione precedente, il desktop viene rilasciato con alcune personalizzazioni, in modo tale da renderlo somigliante a Unity.
Fra le principali novità si ricordano la presenza del kernel Linux 4.15, di GNOME 3.28 (ma con file manager Nautilus in versione precedente, per permettere di utilizzare file e icone sulla desktop), del server grafico X.Org di default al posto di Wayland (comunque disponibile), il passaggio definitivo dalla versione 2 di Python alla 3. Sono state inoltre introdotte da Canonical alcune funzionalità come la possibilità di scegliere durante l'installazione la modalità Installazione minima (per installare solo i programmi strettamente necessari), un wizard presente al primissimo avvio che permette in via facoltativa la funzione livepatch (per aggiornare il kernel senza riavviare il sistema, opzione offerta previa registrazione e gratuitamente fino a tre dispositivi) e di inviare dati anonimi a Canonical sull'utilizzo del sistema. Sono infine presenti le patch per Meltdown e Spectre.
Ubuntu 18.04 LTS ha un normale supporto LTS per cinque anni, fino all'aprile 2023, ed il supporto a pagamento ESM Extended Security Maintenance esteso da Canonical per altri cinque anni, fino all'aprile 2028.

### Ubuntu 18.10 Cosmic Cuttlefish (Seppia Cosmica)

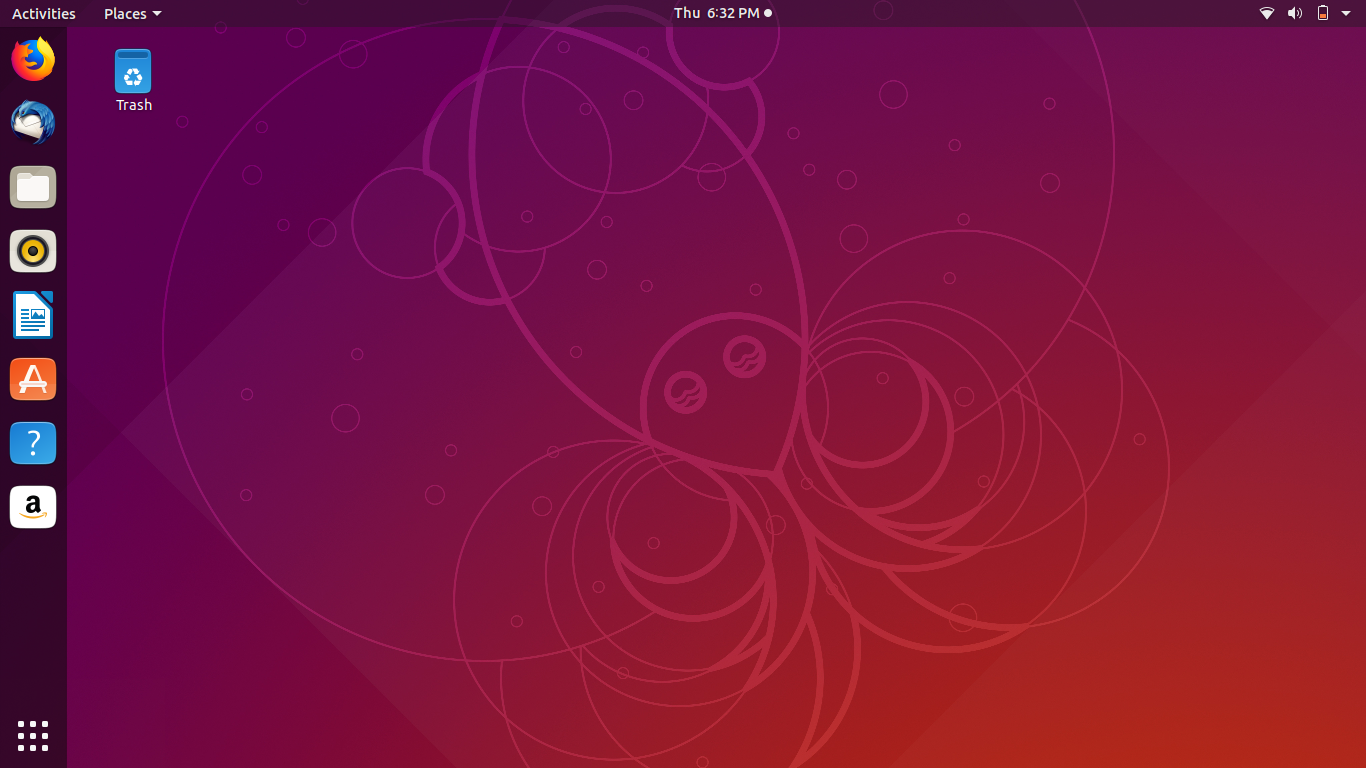
Ubuntu 18.10 Cosmic Cuttlefish

L'8 maggio 2018, Mark Shuttleworth ha annunciato che il nome in codice di Ubuntu 18.10, che è stato rilasciato il 18 ottobre 2018, sarebbe stato Cosmic Cuttlefish ("Seppia cosmica").
L'installazione di Ubuntu 18.10 include un nuovo tema, chiamato Yaru e il nuovo tema di icone, Suru; la velocità d'installazione è più veloce grazie a un algoritmo di compressione senza perdita di dati noto come Zstandard. Sono state inoltre migliorate le velocità di avvio delle applicazioni Snap preinstallate.
Questa versione di Ubuntu viene fornita con 9 mesi di supporto; usa il kernel Linux 4.18 con il supporto per la GPU  AMD Radeon RX Vega M., il desktop grafico GNOME 3.30.
Tra le altre funzionalità introdotte vi sono: l'applicazione Dischi che può decifrare e montare volumi di archiviazione crittografati con VeraCrypt; l'applicazione Impostazioni che ha un nuovo pannello di controllo per gestire i dispositivi Thunderbolt e mostra i pannelli relativi all'hardware solamente quando viene rilevato/montato l'hardware pertinente; l'introduzione dello stack di impronte digitali di base con le librerie  fprintd. e  libfprint..

### Ubuntu 19.04 Disco Dingo (Dingo da Discoteca)

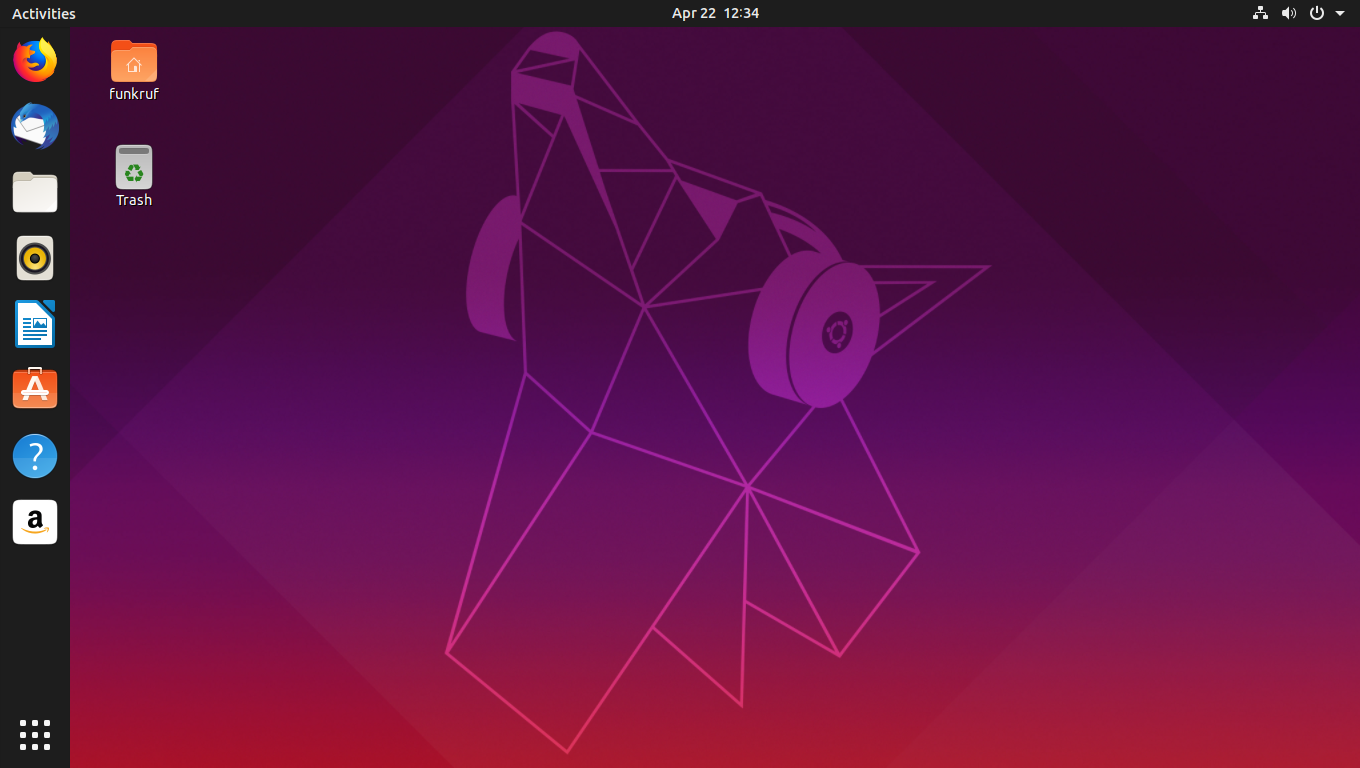
Ubuntu 19.04 Disco Dingo

Ubuntu 19.04, nome in codice Disco Dingo, è stata rilasciata il 18 aprile 2019. Non è una versione LTS Long Term Support.
È la quarta versione di Ubuntu con il desktop GNOME Shell. Mark Shuttleworth, CEO di Canonical, ha dichiarato che "L'open-source-first sul movimento di Ubuntu in telecomunicazioni, finanza e media si è esteso ad altri settori: dal cloud pubblico al data center privato fino all'elettrodomestico o al cluster, l'open source è diventato il riferimento per l'efficienza e l'innovazione. Ubuntu 19.04 include i progetti principali per sostenere questa transizione e gli strumenti per gli sviluppatori per accelerare le applicazioni per quei domini."
Ubuntu 19.04 viene fornito con il kernel Linux 5.0, che consente il supporto a GPU  AMD Radeon RX Vega M., Raspberry  Pi 3 Model B+., Qualcomm Snapdragon  845 SoC., Intel Cannon Lake.
Tra le novità anche il supporto per KVM per AMD  Secure Encrypted Virtualization., il driver grafico open source  Mesa 19.0., l'indicizzazione dei file e il servizio di ricerca  Tracker. installati per impostazione predefinita; aggiornamento di GCC 8.3 ( GNU Compiler Collection.);, Python 3.7.3; OpenJDK 11; Glibc 2.29, Boost 1.67, Perl 5.28.1,  Ruby 2.5.5.,  Golang 1.10.4., PHP 7.2.15 e rugc 1.31.
Scompare invece  GSconnect., l'estensione che permette di connettere i dispositivi Android a Ubuntu tramite connessione wireless e  GNOME Clocks.
Canonical dichiara che la versione 19.04 riceverà supporto sino a Gennaio 2020.

### Ubuntu 19.10 Eoan Ermine (Ermellino all'Alba)

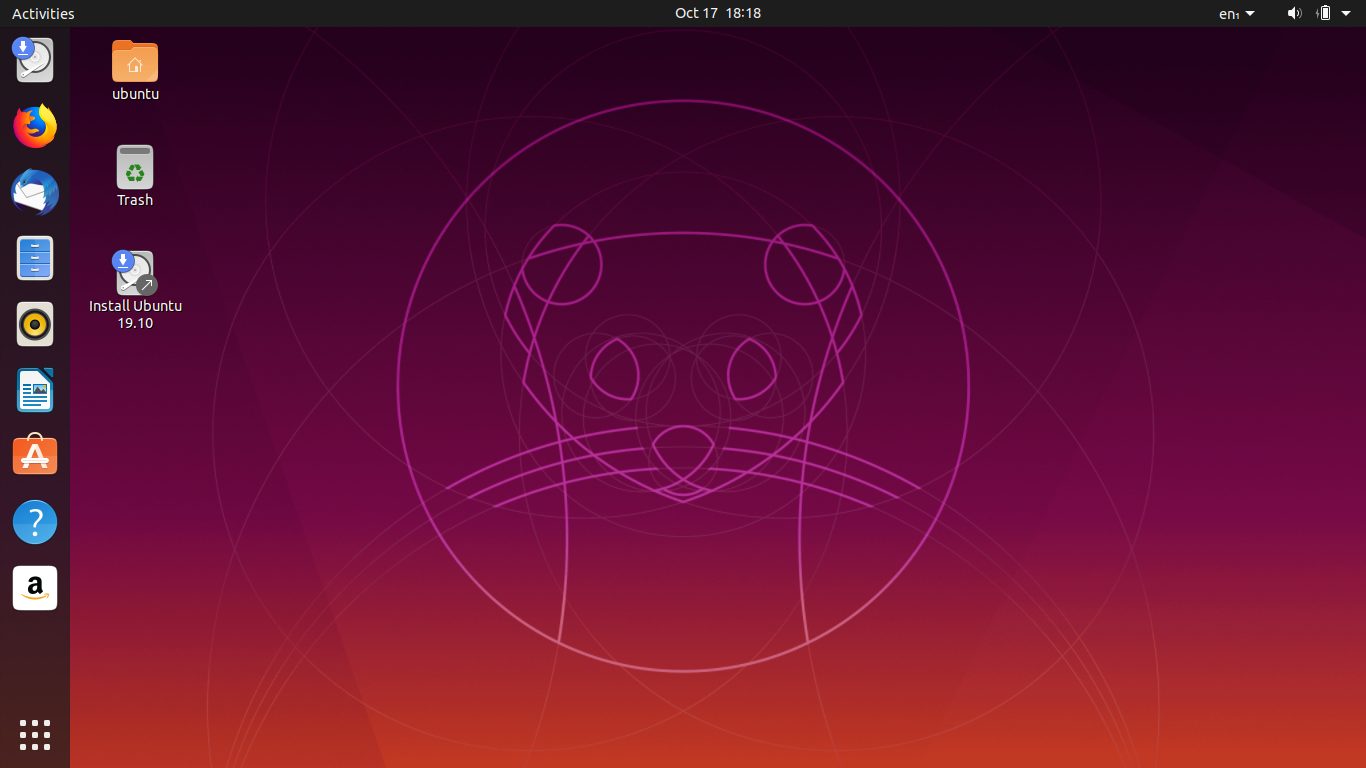
Ubuntu 19.10 Eoan Ermine

Ubuntu 19.10, nome in codice "Eoan Ermine", è stato rilasciato il 17 ottobre 2019. Basato sul kernel 5.3 di Linux che, tra gli altri, introduce la compatibilità per le schede madri con CPU Ryzen di terza generazione e i dispositivi Intel wireless associati, nonché le GPU Navi a 7nm di AMD, questa versione migliora la velocità di caricamento e aggiunge diverse nuove funzionalità. Il supporto sperimentale per il filesystem ZFS è ora disponibile dall'installer e può essere scelto oltre al filesystem ext4. Sono stati apportati miglioramenti specifici da NVIDIA tra cui i relativi driver grafici proprietari incorporati nell'immagine ISO di Ubuntu, e quindi disponibili per l'installazione diretta dall'installer senza la necessità di essere scaricati, al posto dei driver Nouveau open source. È stato aggiunto il supporto per la piattaforma Raspberry Pi 4. Il supporto di installazione ora utilizza la compressione LZ4 che, rispetto all'algoritmo di compressione precedentemente utilizzato, gzip, offre tempi di installazione più rapidi. Questo è stato deciso in seguito al benchmarking di una varietà di algoritmi di compressione condotti dal team del kernel di Ubuntu. Sono stati testati i tempi di caricamento e decompressione del kernel e si è scoperto che LZ4 offre decompressione fino a sette volte più veloce.
Ubuntu 19.10 usa GNOME 3.34 che, tra gli altri, aggiunge la possibilità di raggruppare le icone delle applicazioni in cartelle, introduce un pannello di impostazioni per lo sfondo e una scheda per l'impostazione Night Light separata, oltre a migliorare prestazioni e fluidità. Con questa versione è stato introdotto anche un nuovo tema di chiaro di Yaru.

### Ubuntu 20.04 LTS Focal Fossa (Fossa Focale)

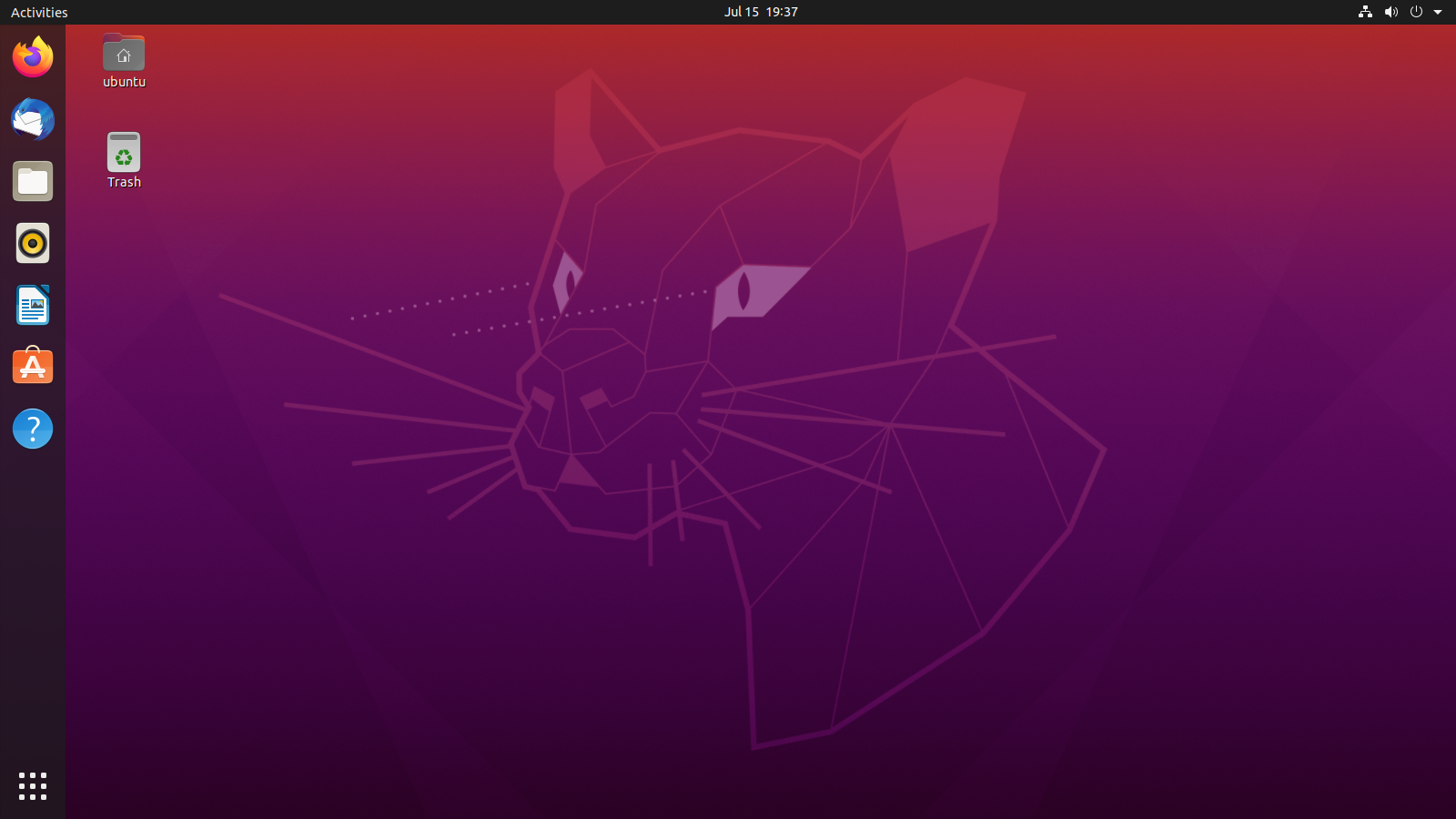
Ubuntu 20.04 LTS Focal Fossa

Ubuntu 20.04 LTS, nome in codice Focal Fossa, versione con supporto a lungo termine rilasciata il 23 aprile 2020.
Come versione LTS, avrà aggiornamenti di manutenzione per 5 anni, fino ad aprile 2025. Questa versione si basa sul kernel Linux 5.4, versione con supporto a lungo termine, che aggiunge il supporto per nuovo hardware, incluse le CPU Intel Comet Lake e le iniziali piattaforme Tiger Lake iniziali, Qualcomm SoC Snapdragon 835 e 855 e GPU AMD Navi 12 e 14. Include inoltre il supporto per il filesystem exFAT e la VPN WireGuard, nonché l'integrazione con Livepatch che consente aggiornamenti del kernel senza riavvio. Un nuovo modulo di sicurezza Linux denominato Lockdown, disabilitato per impostazione predefinita, è stato introdotto in questa versione del kernel e mira a impedire agli account root con privilegi elevati di interagire con il kernel sottostante limitando determinate funzionalità del kernel, impedendo l'esecuzione di codice arbitrario e applicando la firma dei moduli del kernel.
Una toolchain aggiornata offre glibc 2.31, OpenJDK 11, Python 3.8.2, php 7.4, perl 5.30 e Go 1.13. Python 2 non è più utilizzato ed è stato spostato nel repository universe. Questa versione utilizza GNOME 3.36 che apporta miglioramenti all'interfaccia utente tra cui una schermata di accesso rinnovata e il tema Yaru aggiornato. Sono stati apportati miglioramenti anche al menu di sistema e alla schermata di installazione, che ora mostra una funzione di controllo degli hard disk. Inoltre, il logo OEM del produttore del pc viene ora visualizzato durante l'avvio. L'Ubuntu Software Center ora installerà i pacchetti dallo Snap Store, mentre aggiungerà anche un'opzione per selezionare il canale di rilascio desiderato da cui installare. Questa versione ha anche interrotto tutto il supporto per l'architettura a 32 bit.

### Ubuntu 20.10 Groovy Gorilla (Gorilla Affascinante)

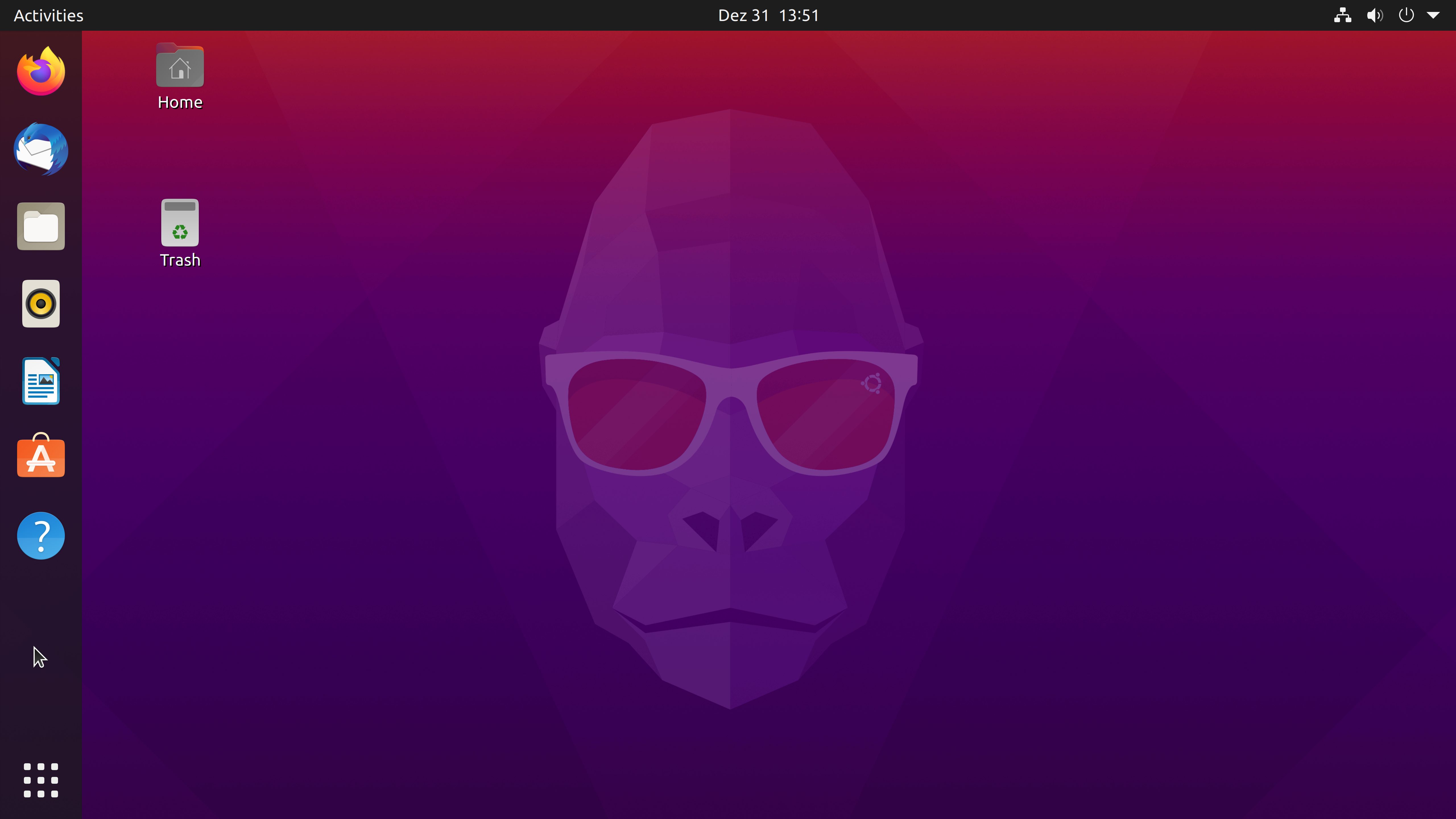
Ubuntu 20.10 Groovy Gorilla

Ubuntu 20.10, nome in codice "Groovy Gorilla", è stato rilasciato il 22 ottobre 2020. Questa versione è basata sul kernel Linux 5.8 che introduce il supporto per diversi dispositivi hardware e protocolli moderni. GNOME 3.38 apporta miglioramenti alle app GNOME di base e ha ottimizzato la griglia delle app, tra gli altri miglioramenti dell'esperienza utente.
Le caratteristiche degne di nota includono il supporto per USB4, CPU AMD Zen 3 e grafica Intel Ice Lake e Tiger Lake, nonché il supporto iniziale per l'avvio su processori Power10.
Ubuntu 20.10 è la prima versione a presentare immagini desktop per il Raspberry Pi 4 (modelli da 4 GB e 8 GB) e Compute Module 4.
La toolchain aggiornata include glibc 2.32, OpenJDK 11, rustc 1.41, GCC 10, LLVM 11, Python 3.8.6, ruby 2.7.0, php 7.4.9, perl 5.30 e golang 1.13. Oltre a questi, nftables è adesso il backend del firewall predefinito, in sostituzione di iptables.

### Ubuntu 21.04 Hirsute Hippo (Ippopotamo irsuto)

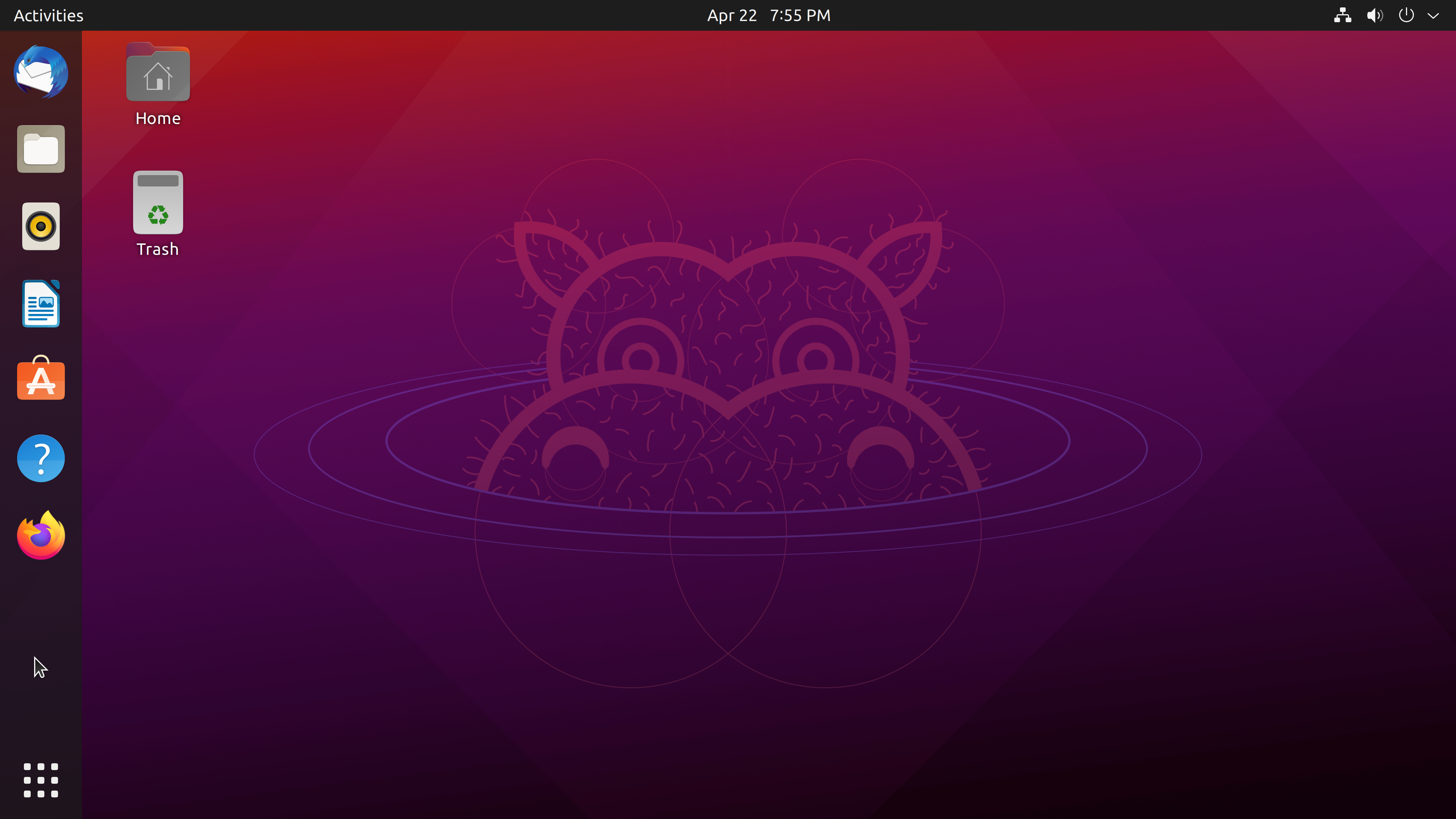
21.04 Hirsute Hippo

Ubuntu 21.04, nome in codice Hirsute Hippo, è stato rilasciato il 22 aprile 2021. Ubuntu 21.04 utilizza il kernel Linux 5.11, che introduce l'autenticazione tramite smartcard e il supporto per le Software Guard Extensions di Intel e migliora il supporto per CPU e GPU AMD. Wayland è ora utilizzato come predefinito sull'hardware tranne che i pc con processori grafici Nvidia. È stato inoltre ripristinato il supporto per il drag and drop dal file manager al desktop.
Questa versione avrebbe dovuto includere la nuova versione GNOME 40, ma alla fine è stata presa la decisione di mantenere GNOME 3.38, la stessa versione utilizzata in Ubuntu 20.10. Questa decisione è stata presa per dare il tempo risolvere eventuali problemi sulla stabilità del toolkit GTK 4, un'importante riprogettazione dell'interfaccia GNOME e l'impatto sconosciuto sulle estensioni GNOME e sul tema Yaru predefinito di Ubuntu.
Gli aggiornamenti della toolchain sono: GCC 10.3.0, binutils 2.36.1 e glibc 2.33. Python 3.9.4, Perl 5.32.1, LLVM 12, golang 1.16.x, rustc 1.50. Oltre a OpenJDK 11, ora viene fornito OpenJDK 16 (ma non utilizzato per le build di pacchetti). Ruby è stato aggiornato dalla v2.7.0 alla v2.7.2 e rubygems è stato estratto dal sorgente ruby2.7 ed è fornito come pacchetto separato 108.

### Ubuntu 21.10 Impish Indri (Indri malizioso)

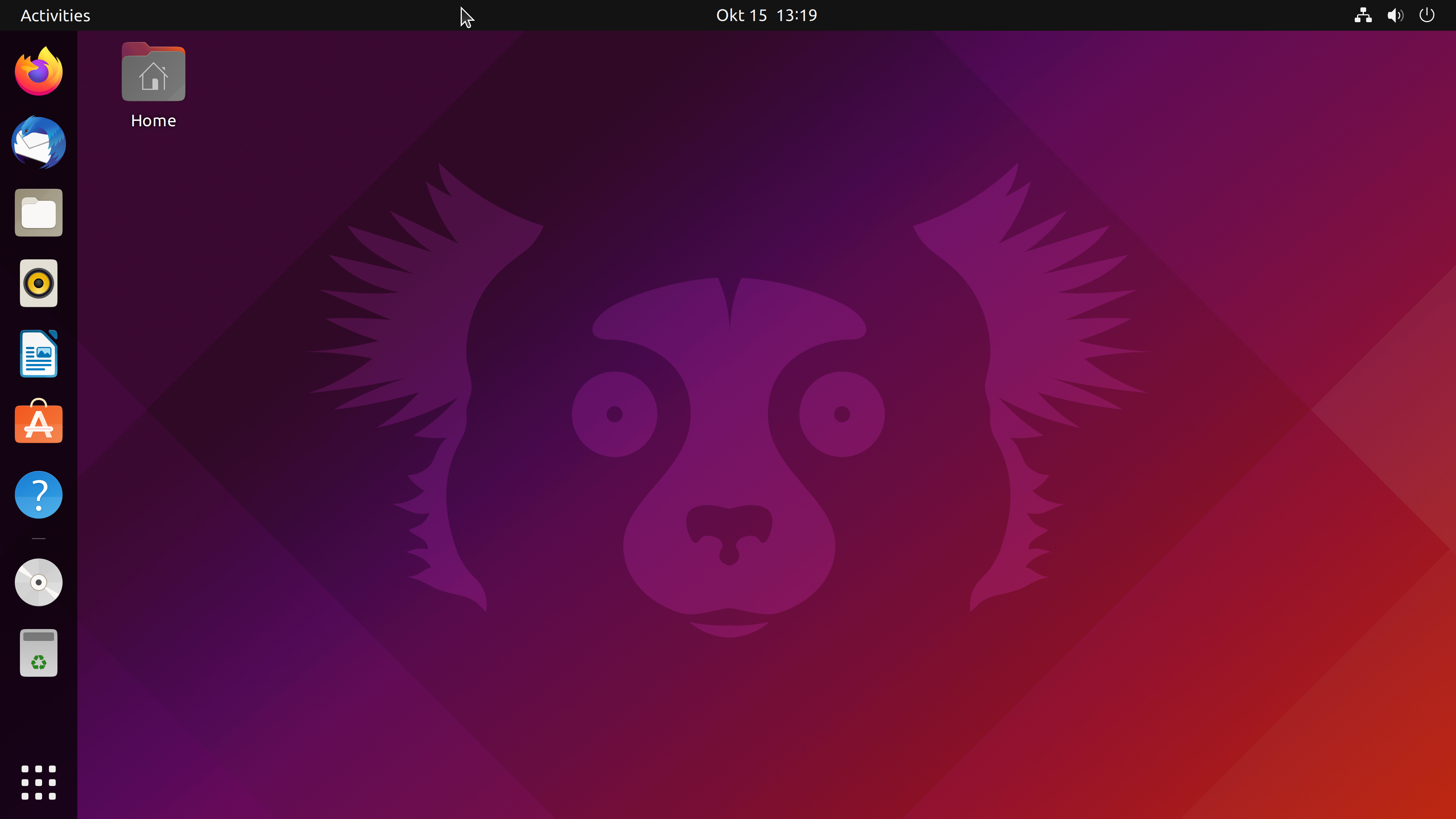
21.10 Impish Indri

Ubuntu 21.10, nome in codice Impish Indri, è stato rilasciato il 22 aprile 2021. Ubuntu 21.10 utilizza il kernel Linux 5.13, il quale introduce il supporto rudimentale per i chip Apple M1, il supporto per il variable refresh rate su HDMI per le GPU AMD, un nuovo modulo di sicurezza "Landlock", il supporto per diversi nuovi dispositivi e tra le altre modifiche e miglioramenti.
Questa versione passa da GNOME 3.38 a GNOME 40, introducendo uno switcher dell'area di lavoro orizzontale e un design migliorato della panoramica delle attività. Il Dock di Ubuntu rimane posizionato verticalmente sulla sinistra dello schermo e ora presenta separatori tra le applicazioni bloccate e in esecuzione, nonché un'icona del cestino persistente e scorciatoie per l'unità USB. È stata apportata una modifica al comportamento predefinito di GNOME 40 in modo che dopo l'accesso, all'utente verrà mostrato il desktop anziché la panoramica delle attività.
La versione di Firefox in formato snap è ora installata di default su Ubuntu 21.10 al posto del pacchetto deb, che per il momento rimane disponibile.
Gli aggiornamenti della toolchain sono: GCC 11.2.0, binutils 2.37, glibc 2.34, LLVM 13, golang 1.17.x, rustc 1.51. Viene reso disponibile OpenJDK 18 (ma non usato per la compilazione dei pacchetti).

### Ubuntu 22.04 LTS Jammy Jellyfish (Medusa Fortunata)

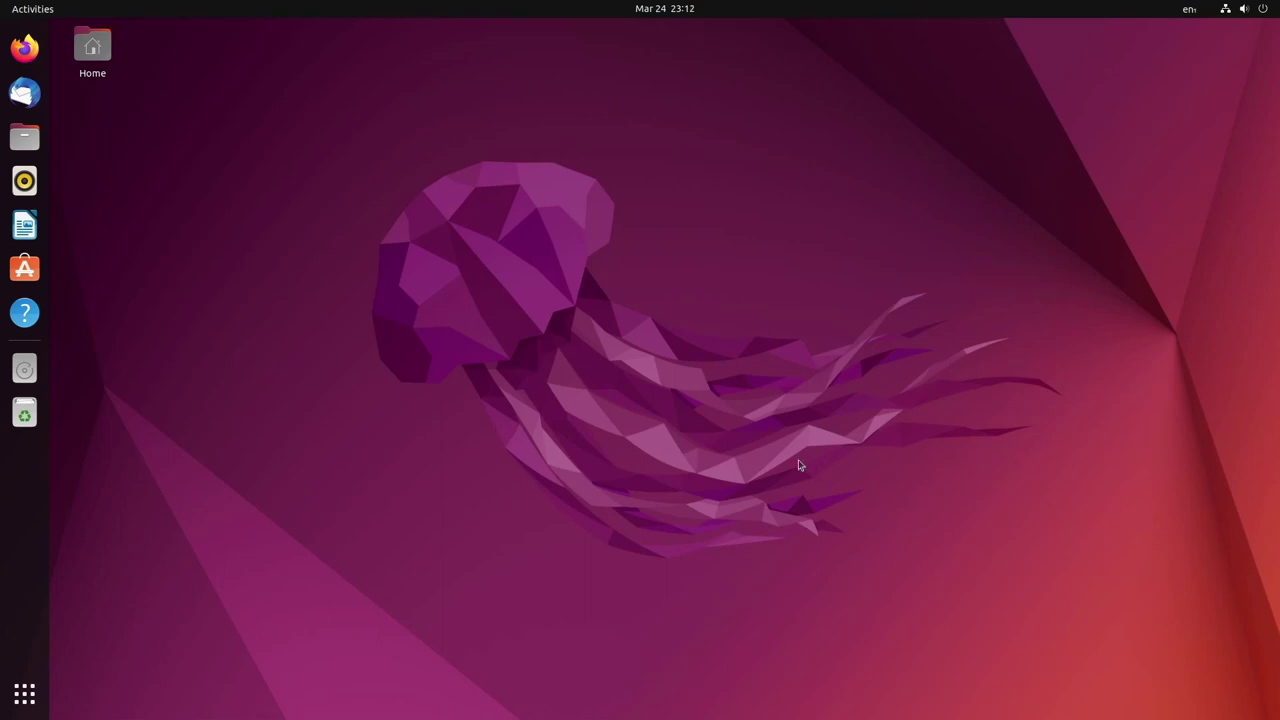
Ubuntu 22.04 LTS Jammy Jellyfish

Ubuntu 22.04 LTS, nome in codice Jammy Jellyfish, è stato rilasciato il 21 aprile 2022. Come versione LTS, avrà aggiornamenti di manutenzione per 5 anni, fino ad aprile 2027.
Ubuntu 22.04 LTS utilizza il kernel Linux 5.17, con il kernel 5.15 HWE per l'hardware che non supporta il kernel più recente. Il sistema init è systemd 249.11 e il desktop GNOME 42 ma con alcune applicazioni di GNOME 41 (per evitare le applicazioni GTK 4 che usano libadwaita). Il browser predefinito, Firefox, è fornito come pacchetto snap e nei repository ufficiali è stato rimosso il pacchetto .deb. Questa versione offre agli utenti due temi Yaru GTK, chiaro e scuro, e con una scelta di dieci diversi colori per la personalizzazione.
La toolchain aggiornata include gcc 11.2.0, LLVM 14, Python 3.10, Ruby 3.0, Perl 5.34.0 e OpenJDK 11 (con OpenJDK 18 disponibile). La libreria OpenSSL è stata aggiornata alla versione 3.0, deprecando molti algoritmi obsoleti.

La versione 22.04 LTS è stata la prima a supportare nativamente Active Directory, il protocollo della Microsoft sviluppato solo per Windows Server. Il componente che si occupa di questa funzionalità si chiama adsys.

### Ubuntu 22.10 Kinetic Kudu (Kudu Cinetico)

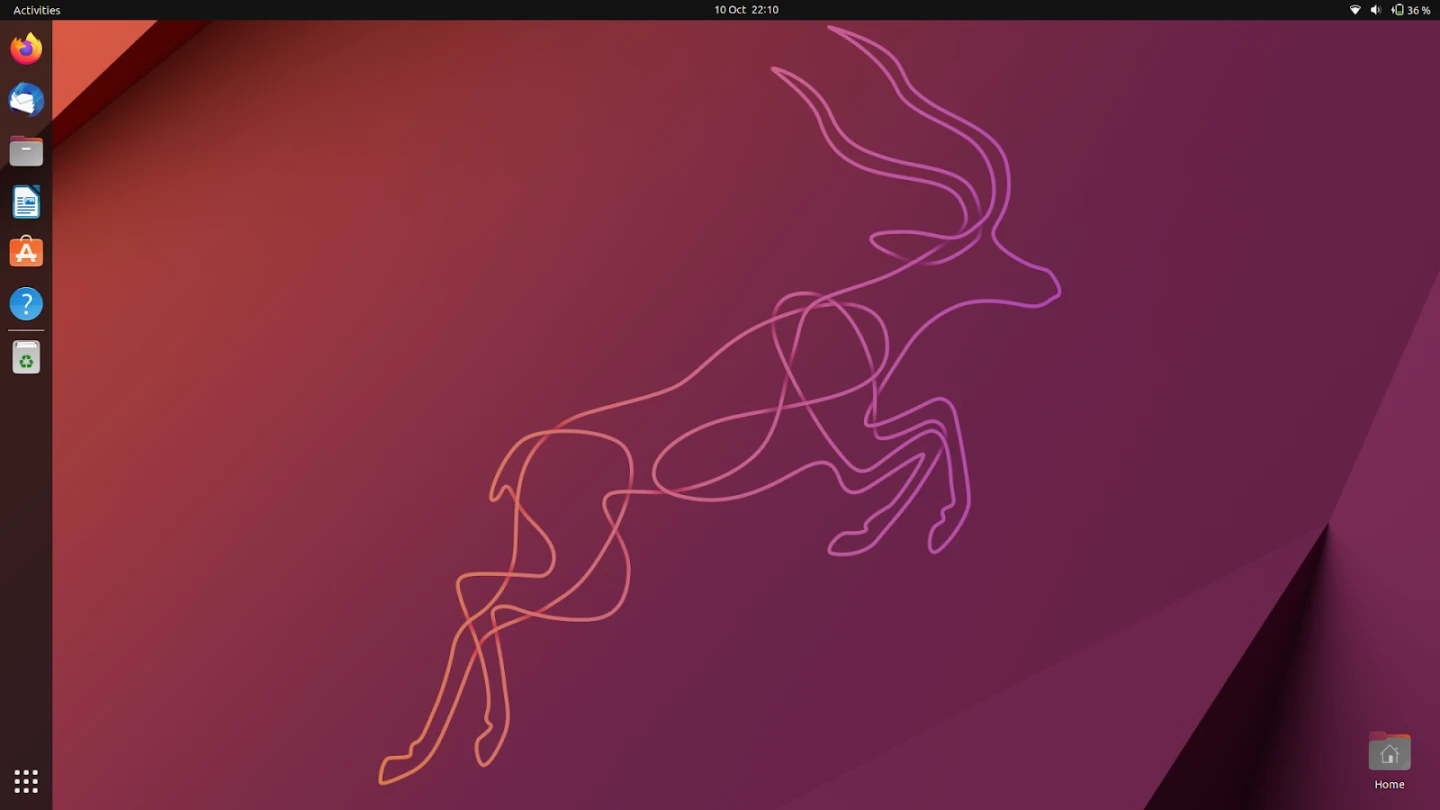
Ubuntu 22.10 Kinetic Kudu

Ubuntu 22.10, nome in codice Kinetic Kudu, è stato rilasciato il 20 ottobre 2022.
Questa versione utilizza il kernel Linux 5.19, che migliora l'efficienza energetica sui computer basati su processori Intel e supporta la decompressione multithread. L'ambiente desktop GNOME è stato aggiornato alla versione 43, con supporto per i temi GTK4.
Ubuntu 22.10 aggiunge anche il supporto per MicroPython su microcontrollori come il Raspberry Pi Pico W, così come il supporto per i processori RISC-V. Aggiunge inoltre rshell, thonny e mpremote ai repository di Ubuntu.

### Ubuntu 23.04 Lunar Lobster (Aragosta Lunare)

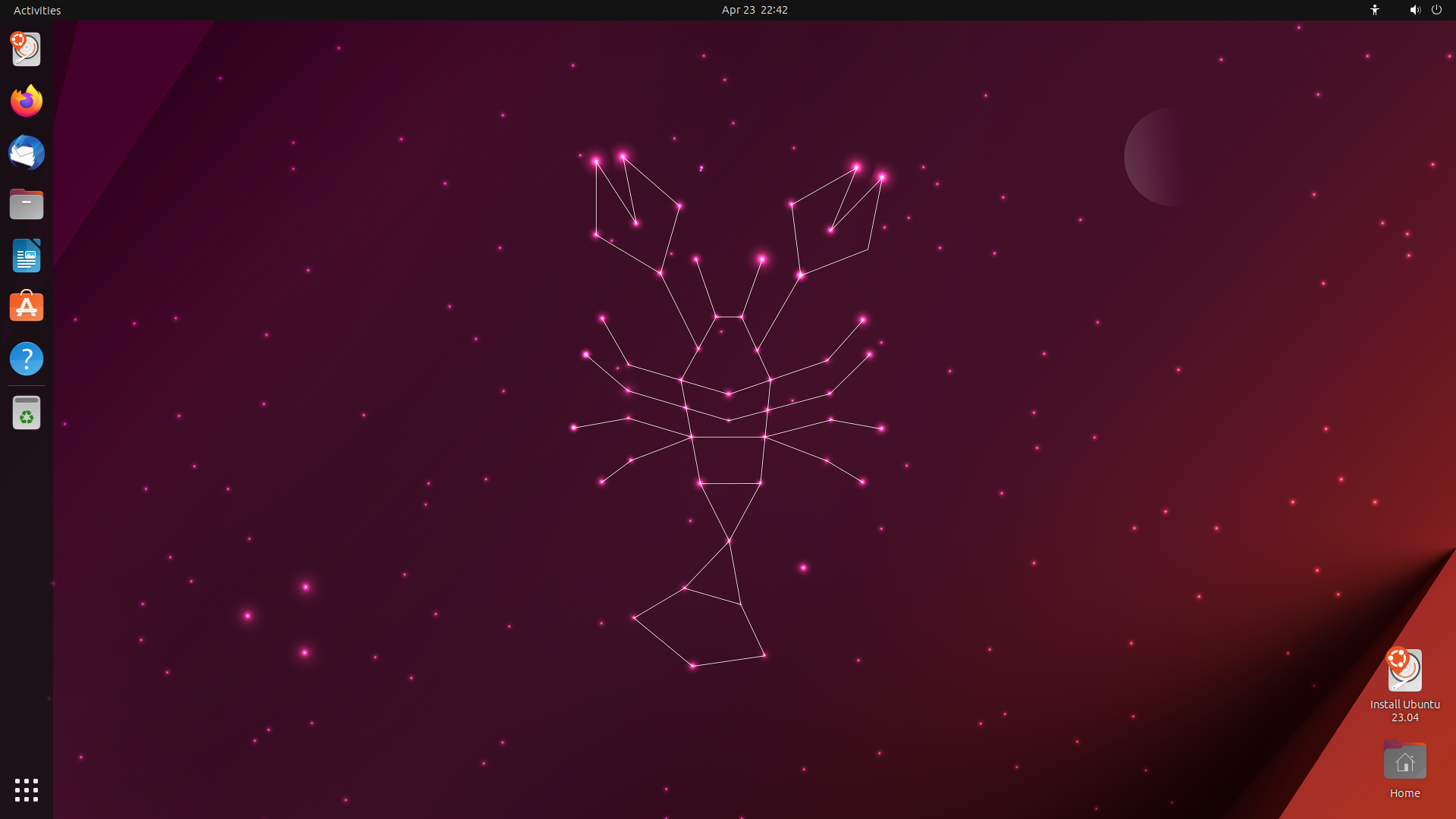
Ubuntu 23.04 Lunar Lobster

Ubuntu 23.04, nome in codice Lunar Lobster, è stato rilasciato il 20 aprile 2023 e otterrà un supporto per nove mesi fino al 20 gennaio 2024.
Questa versione include GNOME 44, kernel Linux 6.2, driver grafici Mesa 3D 23.0, un nuovo programma di installazione basato su Flutter che utilizza Subiquity, un menu di impostazioni rapide migliorato, una rinnovata sezione delle impostazioni per mouse e touchpad e un miglioramento della gestione delle applicazioni Snap che consente di scaricare applicazioni aperte in background e installarle quando l'applicazione viene chiusa. Questa nuova versione fornisce anche il supporto per Microsoft Azure Active Directory, che consente agli utenti con piani Microsoft 365 Enterprise di autenticare i desktop Ubuntu utilizzando credenziali condivise.
Questa versione, a differenza delle più recenti, ha reintegrato l'Ubuntu Software come principale installatore di pacchetti invece dello Snap Store.

### Ubuntu 23.10 Mantic Minotaur (Minotauro Profetico)

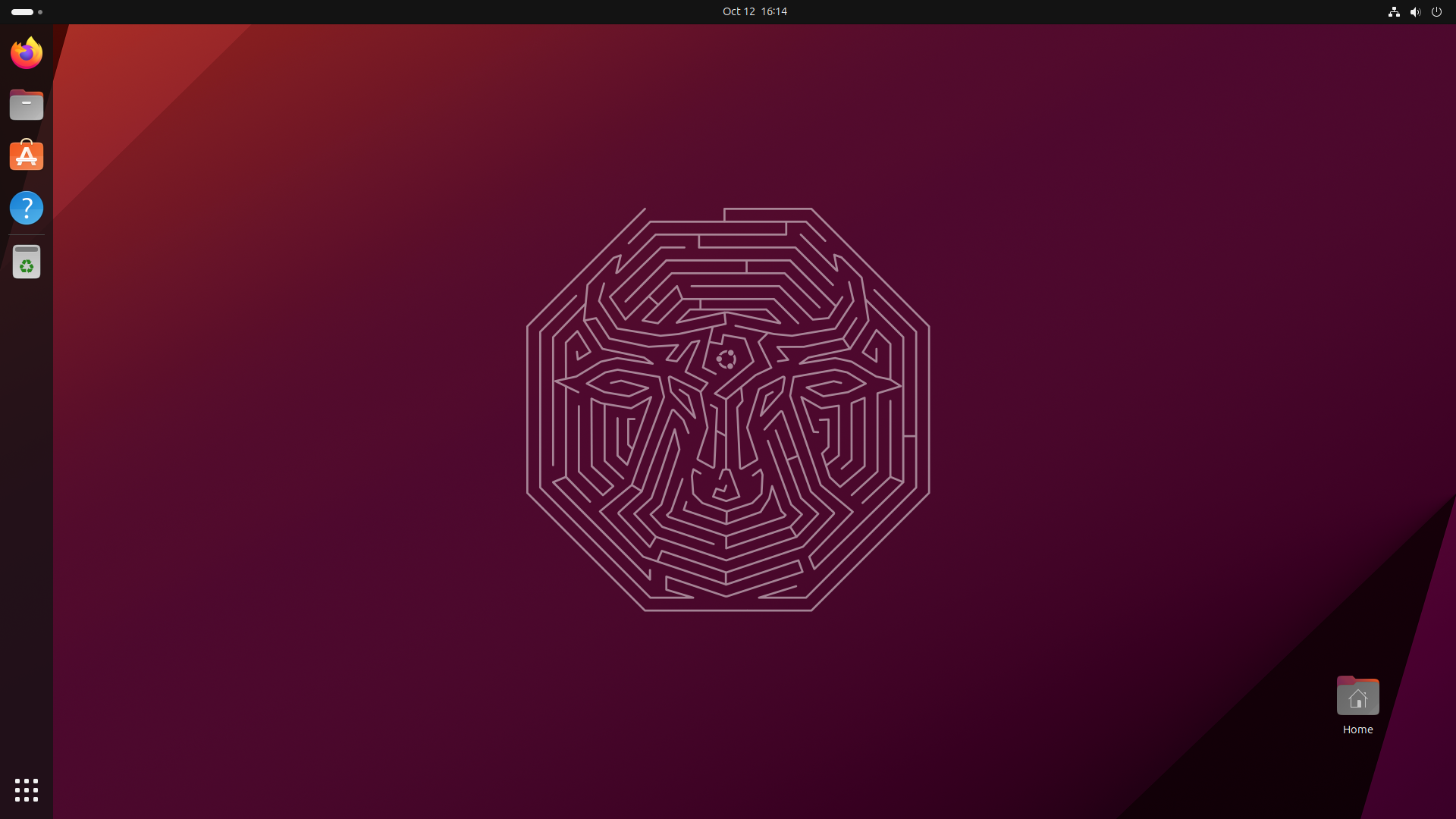
Ubuntu 23.10 Mantic Minotaur

Ubuntu 23.10, nome in codice Mantic Minotaur, è stato rilasciato il 12 ottobre 2023 e otterrà supporto per nove mesi fino a luglio 2024.
Questa versione usa il kernel Linux Kernel 6.5, incorpora GNOME 45, un nuovo "App Center" scritto in Flutter, crittografia dell'unità tramite TPM e uno strumento per l'aggiornamento del firmware dei dispositivi hardware. Incluso pieno supporto per Raspberry Pi 5.

### Ubuntu 24.04 LTS Noble Numbat

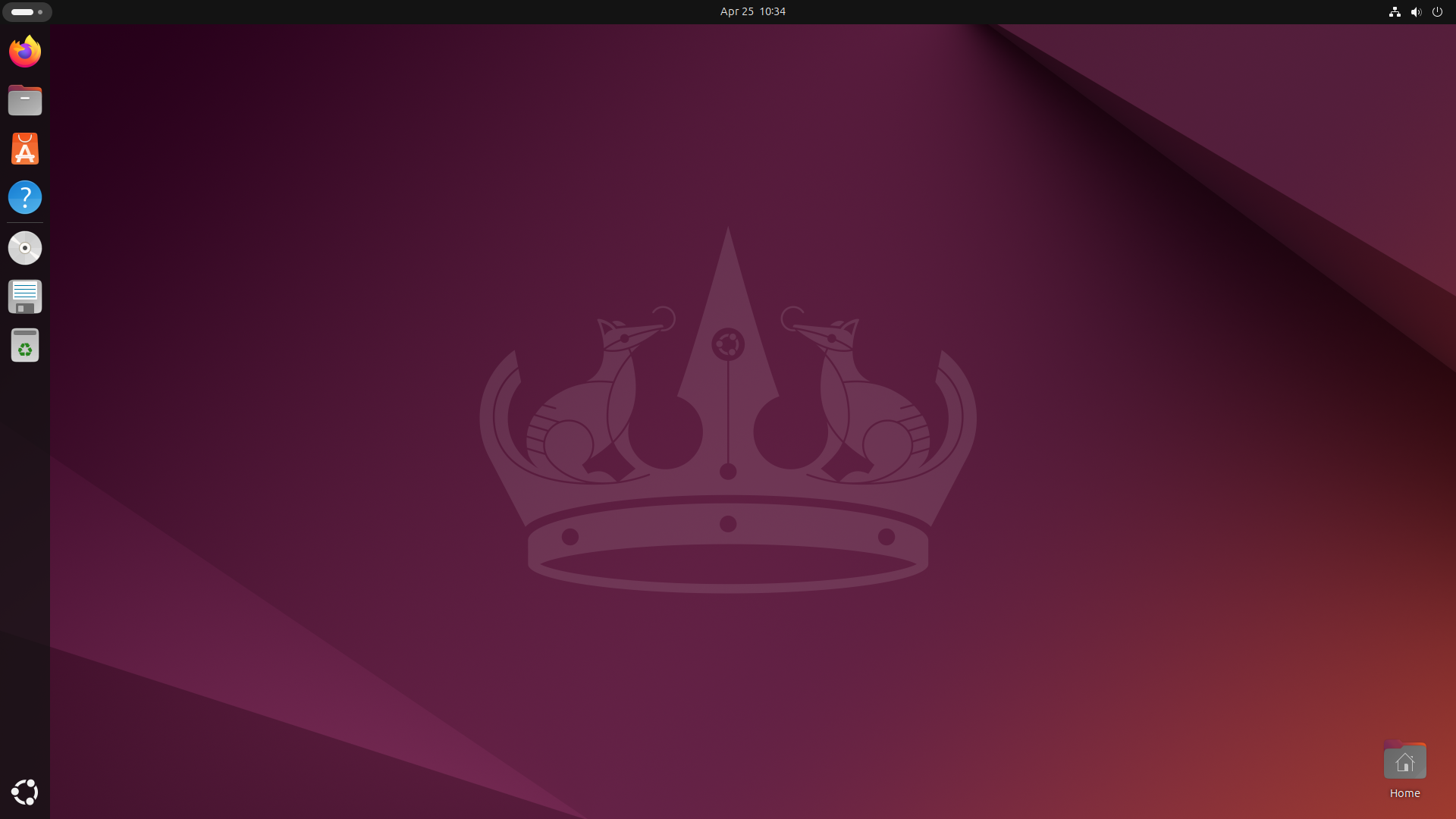
Ubuntu 24.04 Noble Numbat

Ubuntu 24.04, nome in codice Noble Numbat, è stato rilasciato il 25 aprile 2024. Come versione LTS, avrà aggiornamenti di manutenzione per 5 anni, fino ad aprile 2029.
La nuova versione è basata sul kernel Linux 6.8 e GNOME 46. L'installazione predefinita include adesso GNOME Clocks, Cheese sostituito da GNOME Snapshot, PipeWire come server audio predefinito e ha visto la rimozione della collezione di videogiochi GNOME.
La toolchain aggiornata include gcc 14, LLVM 18, Python 3.12, PHP 8.3, Golang 1.22, Rust 1.75, OpenJDK LTS 21 e .NET 8.

### Ubuntu 24.10 Oracular Oriole

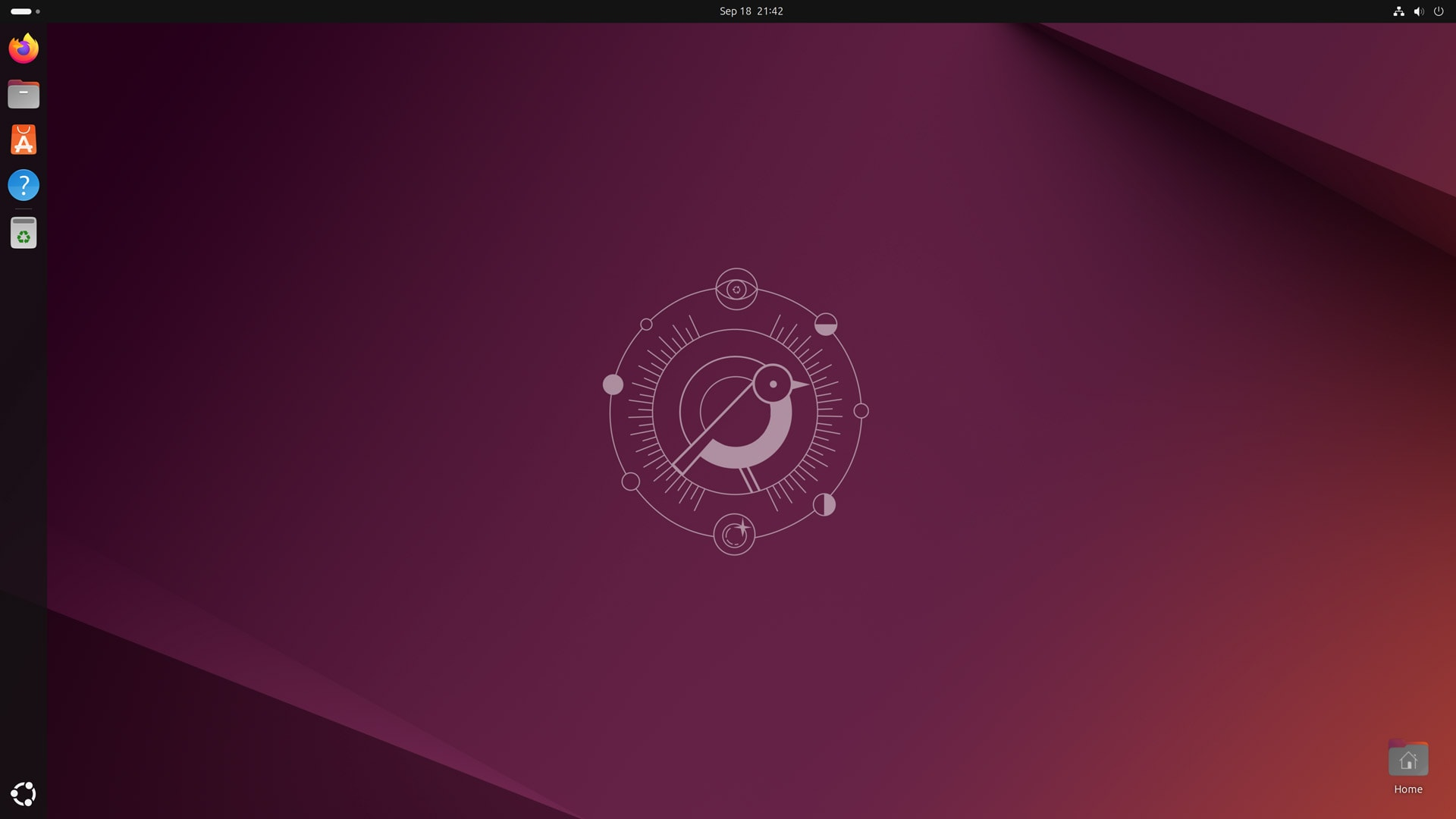
Ubuntu 24.10 Oracular Oriole

Ubuntu 24.10, nome in codice Oracular Oriole, è stato rilasciato il 10 ottobre 2024 e avrà aggiornamenti di manutenzione fino al luglio 2025.
La nuova versione è basata sul kernel Linux 6.11 e GNOME 47. Utilizza Wayland di default sulle GPU Nvidia e ritorna il supporto per l'installazione via interfaccia grafica dei file deb.
La toolchain aggiornata include gcc 14.2, LLVM 19, Python 3.12.7, Rust 1.80, Golang 1.23 e OpenJDK 23.

### Ubuntu 25.04 Plucky Puffin

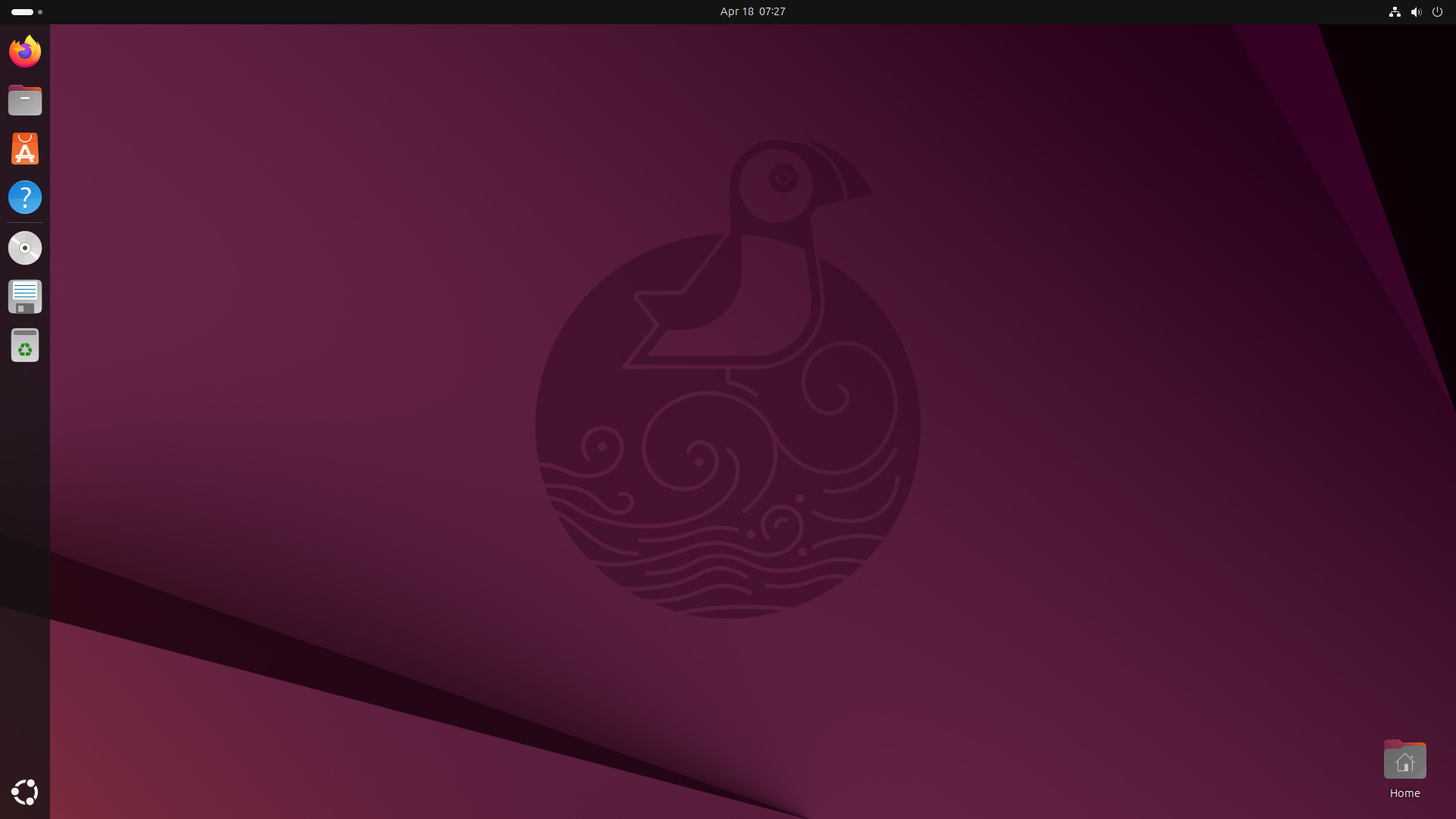
25.04 Plucky Puffin

Ubuntu 25.04, nome in codice Plucky Puffin, è stato rilasciato il 17 aprile 2025 e avrà aggiornamenti di manutenzione fino al gennaio 2026.
La nuova versione è basata sul kernel Linux 6.8 e GNOME 48. GNOME Papers sostituisce Evince come visualizzatore di documenti predefinito. Il formato JPEG XL è supportato di default.
La toolchain aggiornata include gcc 15, LLVM 20, Python 3.13.3, Rust 1.84, Golang 1.24 e OpenJDK 24.

## Tabella delle versioni LTS edinterim
Canonical ha pianificato la cadenza di sviluppo e pubblicazione delle versioni di Ubuntu, distinte fra versioni LTS e versioni interim.
Le versioni LTS Long Term Support vengono aggiornate periodicamente, di norma ogni due anni, in aprile, attuando gli aggiornamenti delle versioni tradizionali già corretti dalla maggior parte dei bug
Ogni sei mesi Canonical pubblica una versione intermedia, detta interim release, che non riceve lo stesso supporto delle versioni LTS.
| Colore | Significato                           |
| ------ | ------------------------------------- |
| rosso  | Versione non più supportata           |
| giallo | Versione supportata (solitamente LTS) |
| verde  | Versione corrente                     |
| blu    | Versione in sviluppo                  |

| Versione             | Versione  | Nome                                          | Kernel        | Rilascio         | Fine supporto   | Fine supporto   | Caratteristiche                                                                                               |
| -------------------- | --------- | --------------------------------------------- | ------------- | ---------------- | --------------- | --------------- | --- |
| Versione             | Versione  | Nome                                          | Kernel        | Rilascio         | desktop         | server          | Caratteristiche                                                                                               |
| 4.10                 | 4.10      | Warty Warthog (Facocero Verrucoso)            | Linux 2.6.8   | 20 ottobre 2004  | 30 aprile 2006  | 30 aprile 2006  | Versione iniziale                                                                                             |
| 5.04                 | 5.04      | Hoary Hedgehog (Riccio Veterano)              | Linux 2.6.10  | 8 aprile 2005    | 31 ottobre 2006 | 31 ottobre 2006 | Maggiori informazioni (archiviato dall'url originale il 30 aprile 2008).                                      |
| 5.10                 | 5.10      | Breezy Badger (Tasso Arioso)                  | Linux 2.6.12  | 12 ottobre 2005  | 13 aprile 2007  | 13 aprile 2007  | Maggiori informazioni. URL consultato il 22 luglio 2020 (archiviato dall'url originale il 7 ottobre 2014).    |
| 6.06 LTS             | 6.06      | Dapper Drake (Papero Signorile)               | Linux 2.6.15  | 1º giugno 2006   | 14 luglio 2009  | 1º giugno 2011  | Maggiori informazioni. URL consultato il 22 luglio 2020 (archiviato dall'url originale il 25 maggio 2010).    |
| 6.06 LTS             | 6.06.1    | Dapper Drake (Papero Signorile)               | Linux 2.6.15  | 10 agosto 2006   | 14 luglio 2009  | 1º giugno 2011  | Maggiori informazioni. URL consultato il 22 luglio 2020 (archiviato dall'url originale il 25 maggio 2010).    |
| 6.06 LTS             | 6.06.2    | Dapper Drake (Papero Signorile)               | Linux 2.6.15  | 21 gennaio 2008  | 14 luglio 2009  | 1º giugno 2011  | Maggiori informazioni. URL consultato il 22 luglio 2020 (archiviato dall'url originale il 25 maggio 2010).    |
| 6.10                 | 6.10      | Edgy Eft (Tritone Tagliente)                  | Linux 2.6.17  | 26 ottobre 2006  | 26 aprile 2008  | 26 aprile 2008  | Maggiori informazioni. URL consultato il 22 luglio 2020 (archiviato dall'url originale il 17 maggio 2010).    |
| 7.04                 | 7.04      | Feisty Fawn (Cerbiatto Esuberante)            | Linux 2.6.20  | 19 aprile 2007   | 19 ottobre 2008 | 19 ottobre 2008 | Maggiori informazioni. URL consultato il 22 luglio 2020 (archiviato dall'url originale il 28 dicembre 2014).  |
| 7.10                 | 7.10      | Gutsy Gibbon (Gibbone Coraggioso)             | Linux 2.6.22  | 18 ottobre 2007  | 18 aprile 2009  | 18 aprile 2009  | Maggiori informazioni.                                                                                        |
| 8.04 LTS             | 8.04      | Hardy Heron (Airone Audace)                   | Linux 2.6.24  | 24 aprile 2008   | 12 maggio 2011  | 9 maggio 2013   | Maggiori informazioni.                                                                                        |
| 8.04 LTS             | 8.04.1    | Hardy Heron (Airone Audace)                   | Linux 2.6.24  | 3 luglio 2008    | 12 maggio 2011  | 9 maggio 2013   | Maggiori informazioni.                                                                                        |
| 8.04 LTS             | 8.04.2    | Hardy Heron (Airone Audace)                   | Linux 2.6.24  | 22 gennaio 2009  | 12 maggio 2011  | 9 maggio 2013   | Maggiori informazioni.                                                                                        |
| 8.04 LTS             | 8.04.3    | Hardy Heron (Airone Audace)                   | Linux 2.6.24  | 16 luglio 2009   | 12 maggio 2011  | 9 maggio 2013   | Maggiori informazioni.                                                                                        |
| 8.04 LTS             | 8.04.4    | Hardy Heron (Airone Audace)                   | Linux 2.6.24  | 28 gennaio 2010  | 12 maggio 2011  | 9 maggio 2013   | Maggiori informazioni.                                                                                        |
| 8.10                 | 8.10      | Intrepid Ibex (Stambecco Intrepido)           | Linux 2.6.27  | 30 ottobre 2008  | 30 aprile 2010  | 30 aprile 2010  | Maggiori informazioni.                                                                                        |
| 9.04                 | 9.04      | Jaunty Jackalope (Lepre cornuta Disinvolta)   | Linux 2.6.28  | 23 aprile 2009   | 23 ottobre 2010 | 23 ottobre 2010 | Maggiori informazioni.                                                                                        |
| 9.10                 | 9.10      | Karmic Koala (Koala Karmico)                  | Linux 2.6.31  | 29 ottobre 2009  | 30 aprile 2011  | 30 aprile 2011  | Maggiori informazioni.                                                                                        |
| 10.04 LTS            | 10.04     | Lucid Lynx (Lince Lucida)                     | Linux 2.6.32  | 29 aprile 2010   | 9 maggio 2013   | 30 aprile 2015  | Maggiori informazioni.                                                                                        |
| 10.04 LTS            | 10.04.1   | Lucid Lynx (Lince Lucida)                     | Linux 2.6.32  | 17 agosto 2010   | 9 maggio 2013   | 30 aprile 2015  | Maggiori informazioni.                                                                                        |
| 10.04 LTS            | 10.04.2   | Lucid Lynx (Lince Lucida)                     | Linux 2.6.32  | 18 febbraio 2011 | 9 maggio 2013   | 30 aprile 2015  | Maggiori informazioni.                                                                                        |
| 10.04 LTS            | 10.04.3   | Lucid Lynx (Lince Lucida)                     | Linux 2.6.32  | 21 luglio 2011   | 9 maggio 2013   | 30 aprile 2015  | Maggiori informazioni.                                                                                        |
| 10.04 LTS            | 10.04.4   | Lucid Lynx (Lince Lucida)                     | Linux 2.6.32  | 16 febbraio 2012 | 9 maggio 2013   | 30 aprile 2015  | Maggiori informazioni.                                                                                        |
| 10.10                | 10.10     | Maverick Meerkat (Suricato Indipendente)      | Linux 2.6.35  | 10 ottobre 2010  | 10 aprile 2012  | 10 aprile 2012  | Maggiori informazioni.                                                                                        |
| 11.04                | 11.04     | Natty Narwhal (Narvalo Elegante)              | Linux 2.6.38  | 28 aprile 2011   | 28 ottobre 2012 | 28 ottobre 2012 | Maggiori informazioni.                                                                                        |
| 11.10                | 11.10     | Oneiric Ocelot (Gattopardo americano Onirico) | Linux 3.0     | 13 ottobre 2011  | 9 maggio 2013   | 9 maggio 2013   | Maggiori informazioni.                                                                                        |
| 12.04 LTS            | 12.04     | Precise Pangolin (Pangolino Preciso)          | Linux 3.2.0   | 26 aprile 2012   | 28 aprile 2017  | 28 aprile 2017  | Maggiori informazioni.                                                                                        |
| 12.04 LTS            | 12.04.1   | Precise Pangolin (Pangolino Preciso)          | Linux 3.2.0   | 24 agosto 2012   | 28 aprile 2017  | 28 aprile 2017  | Maggiori informazioni.                                                                                        |
| 12.04 LTS            | 12.04.2   | Precise Pangolin (Pangolino Preciso)          | Linux 3.2.0   | 14 febbraio 2013 | 28 aprile 2017  | 28 aprile 2017  | Maggiori informazioni.                                                                                        |
| 12.04 LTS            | 12.04.3   | Precise Pangolin (Pangolino Preciso)          | Linux 3.2.0   | 23 agosto 2013   | 28 aprile 2017  | 28 aprile 2017  | Maggiori informazioni.                                                                                        |
| 12.04 LTS            | 12.04.4   | Precise Pangolin (Pangolino Preciso)          | Linux 3.2.0   | 6 febbraio 2014  | 28 aprile 2017  | 28 aprile 2017  | Maggiori informazioni.                                                                                        |
| 12.04 LTS            | 12.04.5   | Precise Pangolin (Pangolino Preciso)          | Linux 3.2.0   | 7 agosto 2014    | 28 aprile 2017  | 28 aprile 2017  | Maggiori informazioni.                                                                                        |
| 12.10                | 12.10     | Quantal Quetzal (Quetzal Quantico)            | Linux (3.5.0) | 18 ottobre 2012  | 16 maggio 2014  | 16 maggio 2014  | Maggiori informazioni.                                                                                        |
| 13.04                | 13.04     | Raring Ringtail (Lemure Impaziente)           | Linux 3.8.0   | 25 aprile 2013   | 27 gennaio 2014 | 27 gennaio 2014 | Maggiori informazioni.                                                                                        |
| 13.10                | 13.10     | Saucy Salamander (Salamandra Succulenta)      | Linux 3.11.0  | 17 ottobre 2013  | 17 luglio 2014  | 17 luglio 2014  | Maggiori informazioni.                                                                                        |
| 14.04 LTS            | 14.04     | Trusty Tahr (Capra Affidabile)                | Linux 3.13.0  | 17 aprile 2014   | aprile 2019     | aprile 2019     | Maggiori informazioni. URL consultato il 1º febbraio 2018 (archiviato dall'url originale il 27 maggio 2014).  |
| 14.04 LTS            | 14.04.1   | Trusty Tahr (Capra Affidabile)                | Linux 3.13.0  | 24 luglio 2014   | aprile 2019     | aprile 2019     | Maggiori informazioni. URL consultato il 1º febbraio 2018 (archiviato dall'url originale il 27 maggio 2014).  |
| 14.04 LTS            | 14.04.2   | Trusty Tahr (Capra Affidabile)                | Linux 3.13.0  | 19 febbraio 2015 | aprile 2019     | aprile 2019     | Maggiori informazioni. URL consultato il 1º febbraio 2018 (archiviato dall'url originale il 27 maggio 2014).  |
| 14.04 LTS            | 14.04.3   | Trusty Tahr (Capra Affidabile)                | Linux 3.13.0  | 6 agosto 2015    | aprile 2019     | aprile 2019     | Maggiori informazioni. URL consultato il 1º febbraio 2018 (archiviato dall'url originale il 27 maggio 2014).  |
| 14.04 LTS            | 14.04.4   | Trusty Tahr (Capra Affidabile)                | Linux 3.13.0  | 18 febbraio 2016 | aprile 2019     | aprile 2019     | Maggiori informazioni. URL consultato il 1º febbraio 2018 (archiviato dall'url originale il 27 maggio 2014).  |
| 14.04 LTS            | 14.04.5   | Trusty Tahr (Capra Affidabile)                | Linux 3.13.0  | 4 agosto 2016    | aprile 2019     | aprile 2019     | Maggiori informazioni. URL consultato il 1º febbraio 2018 (archiviato dall'url originale il 27 maggio 2014).  |
| 14.10                | 14.10     | Utopic Unicorn (Unicorno Utopico)             | Linux 3.16.0  | 23 ottobre 2014  | 23 luglio 2015  | 23 luglio 2015  | Maggiori informazioni. URL consultato il 1º febbraio 2018 (archiviato dall'url originale il 22 ottobre 2014). |
| 15.04                | 15.04     | Vivid Vervet (Cercopiteco Vivace)             | Linux 3.19.0  | 23 aprile 2015   | 4 febbraio 2016 | 4 febbraio 2016 | Maggiori informazioni.                                                                                        |
| 15.10                | 15.10     | Wily Werewolf (Licantropo Astuto)             | Linux 4.2     | 22 ottobre 2015  | 28 luglio 2016  | 28 luglio 2016  | Maggiori informazioni. URL consultato il 1º febbraio 2018 (archiviato dall'url originale il 12 giugno 2015).  |
| 16.04 LTS            | 16.04     | Xenial Xerus (Xerus Ospitale)                 | Linux 4.4     | 21 aprile 2016   | aprile 2021     | aprile 2021     | Maggiori informazioni.                                                                                        |
| 16.04 LTS            | 16.04.1   | Xenial Xerus (Xerus Ospitale)                 | Linux 4.4     | 21 luglio 2016   | aprile 2021     | aprile 2021     | Maggiori informazioni.                                                                                        |
| 16.04 LTS            | 16.04.2   | Xenial Xerus (Xerus Ospitale)                 | Linux 4.4     | 16 febbraio 2017 | aprile 2021     | aprile 2021     | Maggiori informazioni.                                                                                        |
| 16.04 LTS            | 16.04.3   | Xenial Xerus (Xerus Ospitale)                 | Linux 4.4     | 1 agosto 2017    | aprile 2021     | aprile 2021     | Maggiori informazioni.                                                                                        |
| 16.04 LTS            | 16.04.4   | Xenial Xerus (Xerus Ospitale)                 | Linux 4.4     | 28 febbraio 2018 | aprile 2021     | aprile 2021     | Maggiori informazioni.                                                                                        |
| 16.04 LTS            | 16.04.5   | Xenial Xerus (Xerus Ospitale)                 | Linux 4.4     | 31 luglio 2018   | aprile 2021     | aprile 2021     | Maggiori informazioni.                                                                                        |
| 16.04 LTS            | 16.04.6   | Xenial Xerus (Xerus Ospitale)                 | Linux 4.4     | 28 febbraio 2019 | aprile 2021     | aprile 2021     | Maggiori informazioni.                                                                                        |
| 16.10                | 16.10     | Yakkety Yak (Yak Logorroico)                  | Linux 4.8.1   | 13 ottobre 2016  | 20 luglio 2017  | 20 luglio 2017  | Maggiori informazioni.                                                                                        |
| 17.04                | 17.04     | Zesty Zapus (Zapus Frizzante)                 | Linux 4.10    | 13 aprile 2017   | 13 gennaio 2018 | 13 gennaio 2018 | Maggiori informazioni.                                                                                        |
| 17.10                | 17.10     | Artful Aardvark (Oritteropo Abile)            | Linux 4.13    | 19 ottobre 2017  | 19 luglio 2018  | 19 luglio 2018  | Maggiori informazioni.                                                                                        |
| 18.04 LTS            | 18.04     | Bionic Beaver (Castoro Bionico)               | Linux 4.15    | 26 aprile 2018   | aprile 2023     | aprile 2023     | Maggiori informazioni.                                                                                        |
| 18.04 LTS            | 18.04.1   | Bionic Beaver (Castoro Bionico)               | Linux 4.15    | 26 luglio 2018   | aprile 2023     | aprile 2023     | Maggiori informazioni.                                                                                        |
| 18.04 LTS            | 18.04.2   | Bionic Beaver (Castoro Bionico)               | Linux 4.15    | 18 febbraio 2019 | aprile 2023     | aprile 2023     | Maggiori informazioni.                                                                                        |
| 18.04 LTS            | 18.04.3   | Bionic Beaver (Castoro Bionico)               | Linux 4.15    | 12 agosto 2019   | aprile 2023     | aprile 2023     | Maggiori informazioni.                                                                                        |
| 18.04 LTS            | 18.04.4   | Bionic Beaver (Castoro Bionico)               | Linux 4.15    | 12 febbraio 2020 | aprile 2023     | aprile 2023     | Maggiori informazioni.                                                                                        |
| 18.10                | 18.10     | Cosmic Cuttlefish (Seppia Cosmica)            | Linux 4.18    | 18 ottobre 2018  | 18 luglio 2019  | 18 luglio 2019  | Maggiori informazioni.                                                                                        |
| 19.04                | 19.04     | Disco Dingo (Dingo discotecaro)               | Linux 5.0     | 18 aprile 2019   | 23 gennaio 2020 | 23 gennaio 2020 | Maggiori informazioni.                                                                                        |
| 19.10                | 19.10     | Eoan Ermine (Ermellino orientale)             | Linux 5.3     | 17 ottobre 2019  | 17 luglio 2020  | 17 luglio 2020  | Maggiori informazioni.                                                                                        |
| 20.04 LTS            | 20.04     | Focal Fossa (Fossa focale)                    | Linux 5.4     | 23 aprile 2020   | aprile 2025     | aprile 2025     | Maggiori informazioni.                                                                                        |
| 20.04 LTS            | 20.04.1   | Focal Fossa (Fossa focale)                    | Linux 5.4     | 6 agosto 2020    | aprile 2025     | aprile 2025     | Maggiori informazioni.                                                                                        |
| 20.10                | 20.10     | Groovy Gorilla (Gorilla affascinante)         | Linux 5.8     | 22 ottobre 2020  | 22 luglio 2021  | 22 luglio 2021  | Note di rilascio.                                                                                             |
| 21.04                | 21.04     | Hirsute Hippo (Ippopotamo irsuto)             | Linux 5.11    | 22 aprile 2021   | 20 gennaio 2022 | 20 gennaio 2022 | Note di rilascio.                                                                                             |
| 21.10                | 21.10     | Impish Indri (Lemure malizioso)               | Linux 5.13    | 14 ottobre 2021  | 14 luglio 2022  | 14 luglio 2022  | Note di rilascio.                                                                                             |
| 22.04 LTS            | 22.04 LTS | Jammy Jellyfish (Medusa Fortunata)            | Linux 5.15    | 21 aprile 2022   | giugno 2027     | giugno 2027     | Note di rilascio.                                                                                             |
| 22.10                | 22.10     | Kinetic Kudu (Kudu Cinetico)                  | Linux 5.19    | ottobre 2022     | 20 luglio 2023  | 20 luglio 2023  | Note di rilascio.                                                                                             |
| 23.04                | 23.04     | Lunar Lobster (Aragosta Lunare)               | Linux 6.2     | aprile 2023      | 25 gennaio 2024 | 25 gennaio 2024 | Note di rilascio.                                                                                             |
| 23.10                | 23.10     | Mantic Minotaur (Minotauro Profetico)         | Linux 6.5     | 12 ottobre 2023  | 11 luglio 2024  | 11 luglio 2024  | Note di rilascio.                                                                                             |
| 24.04 LTS            | 24.04 LTS | Noble Numbat (Formichiere Fasciato Nobile)    | Linux 6.8     | 25 aprile 2024   | giugno 2029     | giugno 2029     | Note di rilascio.                                                                                             |
| 24.10                | 24.10     | Oracular Oriole (Rigogolo Profetico)          | Linux 6.11    | 10 ottobre 2024  | luglio 2025     | luglio 2025     | Note di rilascio.                                                                                             |
| 25.04                | 25.04     | Plucky Puffin (Pulcinella di mare Coraggioso) | Linux 6.14    | 17 aprile 2025   | gennaio 2026    | gennaio 2026    | Note di rilascio.                                                                                             |
| 25.10                | 25.10     | Questing Quokka                               |               | ottobre 2025     | luglio 2026     | luglio 2026     | |
| 1. 2. 3. 4. 5. 6. 7. |           |                                               |               |                  |                 |                 | |